# KZ Buchenwald

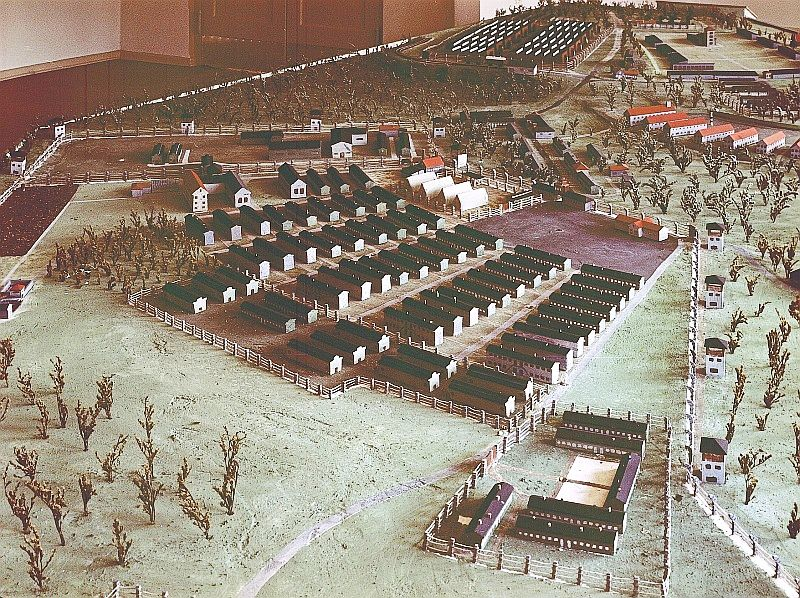
Modell des Lagers

Das KZ Buchenwald, amtlich KL Buchenwald, war eines der größten Konzentrationslager auf deutschem Boden. Es wurde zwischen Juli 1937 und April 1945 auf dem Ettersberg bei Weimar als Haftstätte zur Zwangsarbeit betrieben. Insgesamt waren in diesem Zeitraum etwa 277.800 Menschen aus 50 Ländern im Konzentrationslager Buchenwald inhaftiert. Die Zahl der Todesopfer wird auf etwa 56.000 geschätzt, darunter 15.000 Sowjetbürger, 7.000 Polen, 6.000 Ungarn und 3.000 Franzosen. Bei der Annäherung der 3. US-Armee am 11. April 1945 übernahmen die Häftlinge die Leitung des Lagers von der abziehenden SS, nahmen 125 der Bewacher fest, öffneten die Tore und hissten die weiße Fahne.
Bereits seit dem 8. April hatten viele Häftlinge durch Boykott und Sabotage ihre von den Nationalsozialisten so genannte Evakuierung verhindert und zwei Elektriker die US-Armee per Funk um Hilfe gerufen. Nach dem Abzug der US-Truppen wurden Teile des Geländes von der sowjetischen Besatzungsmacht als Speziallager Nr. 2 genutzt. Es existierte bis 1950; von den 28.000 dort Internierten starben 7.000. Auf dem Gelände des ehemaligen Lagers wurde 1958 die Nationale Mahn- und Gedenkstätte Buchenwald eröffnet. Ab 1991 wurde die Gedenkstätte Buchenwald neugestaltet. Sie enthält viele Ausstellungen zur Geschichte des Konzentrationslagers.

## Überblick

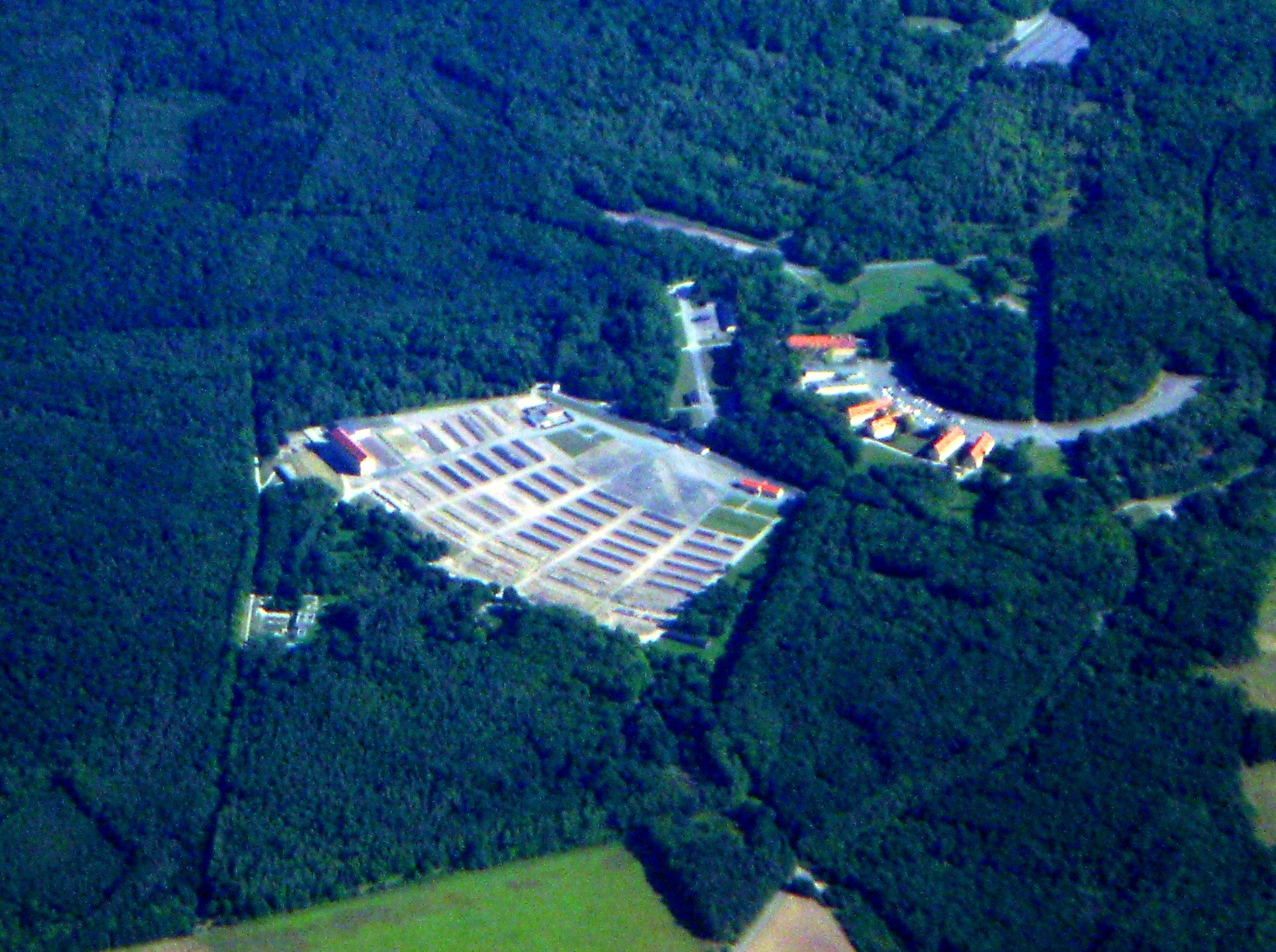
Luftbild der Gedenkstätte Buchenwald, 2008, von Nordwest. Der sogenannte Caracho-Weg liegt auf dem Bild schräg oberhalb des Lagers und führt zu dem als schmale Schneise erkennbaren Gelände des ehemaligen Bahnhofs. Das Gustloff-Werk II schloss unmittelbar an den Bahnhof an und ist auf dem Bild nur noch durch die dort etwas aufgelockerte Bewaldung zu erkennen. Die ehemaligen SS-Kasernen sind hufeisenförmig angeordnet. Am oberen Bildrand rechts liegt der Besucherparkplatz der Gedenkstätte.

Im Juli 1937 begannen Häftlinge aus den Konzentrationslagern Sachsenhausen (Ankunft des ersten Häftlingstransports am 15. Juli), Sachsenburg und Lichtenburg mit der Errichtung des Konzentrationslagers Buchenwald. Bei der Namensgebung hatten die Verantwortlichen der Konzentrationslager um Inspekteur Theodor Eicke ein Problem, da es sich in unmittelbarer Nähe zu Schloss und Park Ettersburg auf dem Ettersberg befand. Das Schloss ist mit Goethe und damit der Weimarer Klassik verbunden. Goethe wurde von den Nationalsozialisten politisch instrumentalisiert als eine Verkörperung des „Deutschen Geistes“. Daher war die Benennung „Konzentrationslager Ettersberg“ von vornherein nicht opportun, zumal die Nationalsozialistische Kulturgesellschaft in Weimar Einspruch gegen diese Namensgebung erhoben hatte. Eine Zuordnung zum benachbarten Hottelstedt schied aus, weil sich dann die SS-Lagermannschaft, obwohl im Umkreis von Weimar liegend, mit einer geringeren Besoldung als ortsüblich hätte zufriedengeben müssen. Der Vorschlag Eickes „K.L. Hochwald, Post Weimar“ wurde auf Veranlassung Heinrich Himmlers in „K.L. Buchenwald, Post Weimar“ abgeändert. Somit war einerseits der Name offiziell nicht mit dem Ort verbunden, andererseits bekam die Mannschaft ihr Gehalt nach der Ortslage von Weimar. Zum Lagerkommandanten wurde Karl Otto Koch ernannt. Bis zum Jahresende war das Lager mit 2.561 Gefangenen belegt. Schon 1937 starben 48 Menschen im Lager.
Zunächst war das Lager für politische Gegner des Naziregimes, vorbestrafte Kriminelle und sogenannte Asoziale sowie Juden, Zeugen Jehovas und Homosexuelle bestimmt. Ab dem Beginn des Zweiten Weltkrieges wurden zunehmend Menschen aus anderen Ländern interniert. Bei der Befreiung im April 1945 waren 95 Prozent der Häftlinge keine Deutschen. Vor allem nach 1943 wurden im KZ Buchenwald und in seinen insgesamt 136 Außenkommandos KZ-Häftlinge rücksichtslos für die Rüstungsindustrie ausgebeutet. Daher war Buchenwald kein Vernichtungslager mit industrieller Vernichtung und Verwertung wie die großen Konzentrationslager in Polen. Dennoch wurden viele Gefangene von der SS ermordet oder starben an den unmenschlichen Arbeits- und Lebensbedingungen. Manche Häftlingsgruppen wurden zur sofortigen Ermordung in der Genickschussanlage ausselektiert, wie etwa sowjetische Kriegsgefangene.
Anfang 1945 wurde das Lager zur Endstation für Todesmärsche aus Auschwitz und Groß-Rosen. Kurz vor der Befreiung versuchte die SS, das Lager zu räumen, und schickte 28.000 Häftlinge auf Todesmärsche. Etwa 21.000 Häftlinge, darunter über 900 Kinder und Jugendliche, blieben im Lager. Am 11. April 1945 erreichten Einheiten der 3. US-Armee den Ettersberg. Die SS floh, Häftlinge der geheimen Widerstandsorganisation öffneten das Lager von innen.
Nach der Befreiung mussten sich 1947 im Buchenwald-Hauptprozess 31 Personen für die Verbrechen in Buchenwald vor einem US-Militärtribunal verantworten, darunter auch die Witwe des ehemaligen Kommandanten, Ilse Koch. Es wurden 22 Todesurteile sowie fünf lebenslängliche und vier begrenzte Freiheitsstrafen ausgesprochen. Von den Todesurteilen wurden bis 1951 neun vollstreckt. Der ehemalige Lagerkommandant Hermann Pister starb in der Haft. Ilse Koch blieb bis zu ihrem Suizid 1967 in Haft. Alle übrigen Verurteilten wurden bis Mitte der 1950er-Jahre amnestiert.

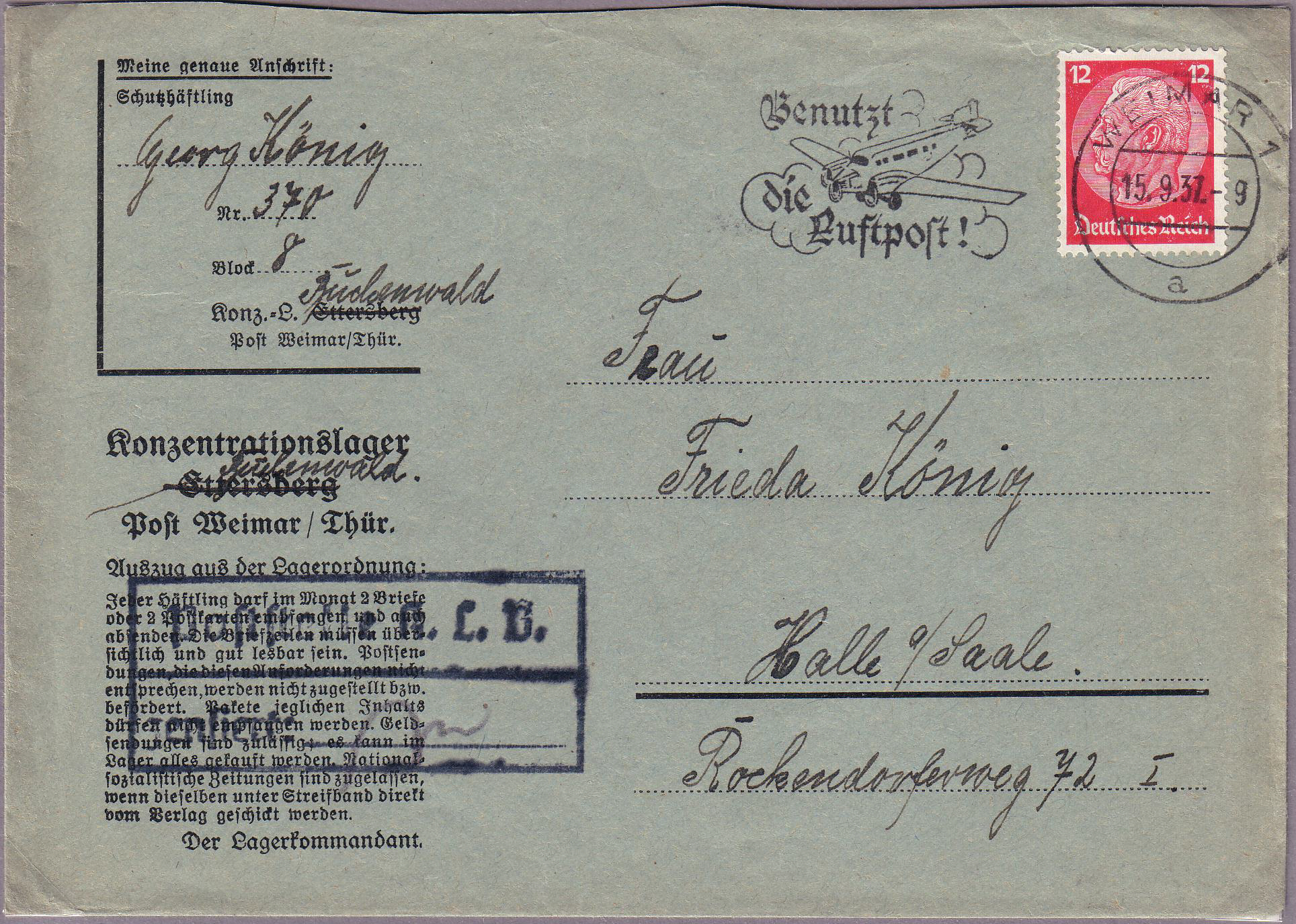
Häftlingsbrief aus dem KZ Ettersberg, korrigiert in Buchenwald
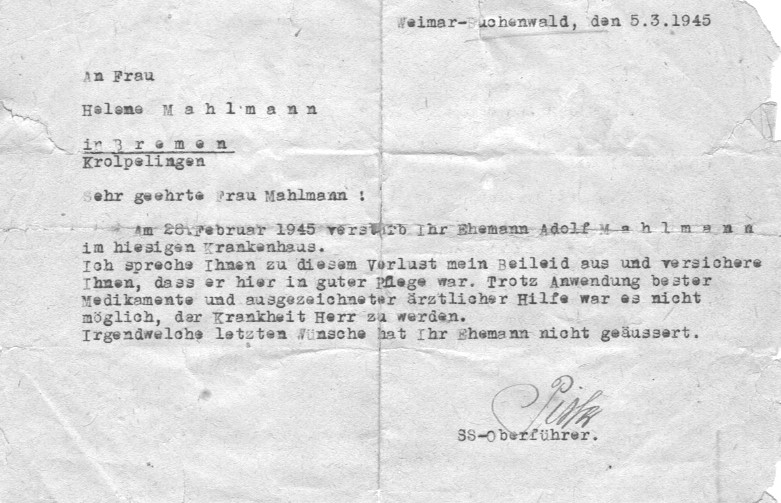
Mitteilung der SS über den Tod von Adolf Mahlmann an seine Witwe 1945

## Aufbau des Lagers
Das Konzentrationslager Buchenwald war in drei voneinander abgesonderte Bereiche unterteilt und unterhielt bis zum Kriegsende außerdem mehr als hundert ständige Arbeitskommandos und Nebenlager in Mittel- und Westdeutschland.

### „Schutzhaftlager“
Das Lager für die sogenannte Schutzhaft wurde terrassenförmig in nördlicher Hanglage des Ettersberges errichtet, um eine bessere Überwachung zu ermöglichen. Vom Haupttor aus bot sich ein vollständiger Überblick über das ganze Lager. Es war von einem 3,5 km langen und 3 m hohen Stacheldrahtzaun, einem Elektrozaun mit einer Spannung von 220/380 Volt und von 22 mit Maschinengewehren ausgerüsteten dreistöckigen Wachtürmen umgeben. Die Häftlinge waren in 34 Holzbaracken und 16 zweistöckigen Steinbaracken untergebracht. Das Häftlingslager erstreckte sich zuletzt über eine Fläche von 40 Hektar. Zum „Schutzhaftlager“ gehörten neben einem etwa 15.000 m² großen Appellplatz mehrere Gebäude und Lager. Das Torgebäude mit Arrestzellen („Bunker“) war eine Mord- und Folterstätte des Lagers. Der Kommandant ließ hier Häftlinge (aber auch SS-Angehörige) arrestieren, um sie zu bestrafen oder Informationen und Geständnisse zu erpressen. Es wurde die KZ-Lagerordnung angewandt. Das Lagertor trägt die Inschrift „Jedem das Seine“, die vom Appellplatz aus zu lesen ist. Diese auf den ersten Blick widersinnige Inschrift war gezielt gewählt, um die Inhaftierten zu demütigen. Buchenwald war das einzige Konzentrationslager, das diese Inschrift trug. Sie wurde vom Bauhauskünstler Franz Ehrlich, der als politischer Häftling in Buchenwald inhaftiert war, auf Befehl der Nationalsozialisten gezeichnet.
Das 1940 fertiggestellte Krematorium hatte neben dem Verbrennungsraum einen Sezierraum und eine Pathologie zum Herausbrechen von Goldzähnen. Die ersten Verbrennungsöfen lieferte die Erfurter Firma Topf & Söhne bereits im Dezember 1939. Bis zum Frühjahr 1941 wurden weitere Öfen von der Firma angeliefert und eingebaut. An Wandhaken im Keller wurden viele Häftlinge getötet. Vermutlich wurde hier in der Nacht vom 17. auf den 18. August 1944 der seit 1933 in Haft gehaltene und nach Buchenwald transportierte KPD-Vorsitzende Ernst Thälmann auf direkten Befehl Adolf Hitlers am Eingang zum Ofenraum erschossen.
Das Judenlager war ein abgetrenntes Lager innerhalb des Schutzhaftlagers. Es wurde nach der Masseneinlieferung im Zuge der Pogrome der Reichspogromnacht errichtet. Die Lebensbedingungen waren hier besonders schlecht. Ein weiteres „kleines Lager“ wurde 1938 errichtet, um bei einer Überbelegung des Lagers genutzt zu werden; es bestand aus fensterlosen Wehrmachtspferdeställen. Es wurde vor allem für die Unterbringung arbeitsunfähiger Häftlinge und als Quarantänelager verwendet. Ab 1943 war es ständig belegt. Die Lebensbedingungen waren katastrophal, die Sterblichkeit hoch. Die ehemaligen Pferdeställe waren für 50 Pferde ausgelegt, und nun wurden bis zu 1960 Häftlinge dort untergebracht.
Im Häftlingskrankenbau wurden Häftlinge von Mithäftlingen behandelt. Ausgebildeten Ärzten allerdings war das Praktizieren verboten. Der Krankenbau war der zentrale Ort des Mordes mittels Giftspritzen durch SS-Ärzte. Er war aber auch Ort des internen Lagerwiderstandes, zu dem auch die Arbeitsstatistik gehörte. Diese war Teil der Lagerverwaltung und wurde von den Häftlingen besorgt. Hier konnte der Widerstand Listen für Arbeitseinsätze und für Transporte in die Vernichtungslager abändern.
In der Kinobaracke konnten 1941 bis 1943 Häftlinge gegen Zahlung abgelaufene UFA-Filme sehen sowie kleinere, von der SS genehmigte Sport- oder Kulturveranstaltungen abhalten. Die SS nutzte dieses Gebäude allerdings auch zur Bestrafung und Folterung von Gefangenen. Ab 1943 gab es innerhalb des Schutzhaftlagers zudem ein Lagerbordell für Häftlinge als „Antriebsmittel für höhere Leistungen“. Zu diesem Zweck wurden im Juli 1943 16 weibliche Häftlinge aus dem KZ Ravensbrück nach Buchenwald verbracht und zur Prostitution gezwungen. Darüber hinaus befanden sich auf dem Gelände Magazinbaracken, eine Küche, ein Kartoffelkeller, eine Wäscherei, eine Effekten-, eine Bekleidungs- und eine Gerätekammer, eine Gärtnerei, eine Häftlingskantine und eine Bücherei.

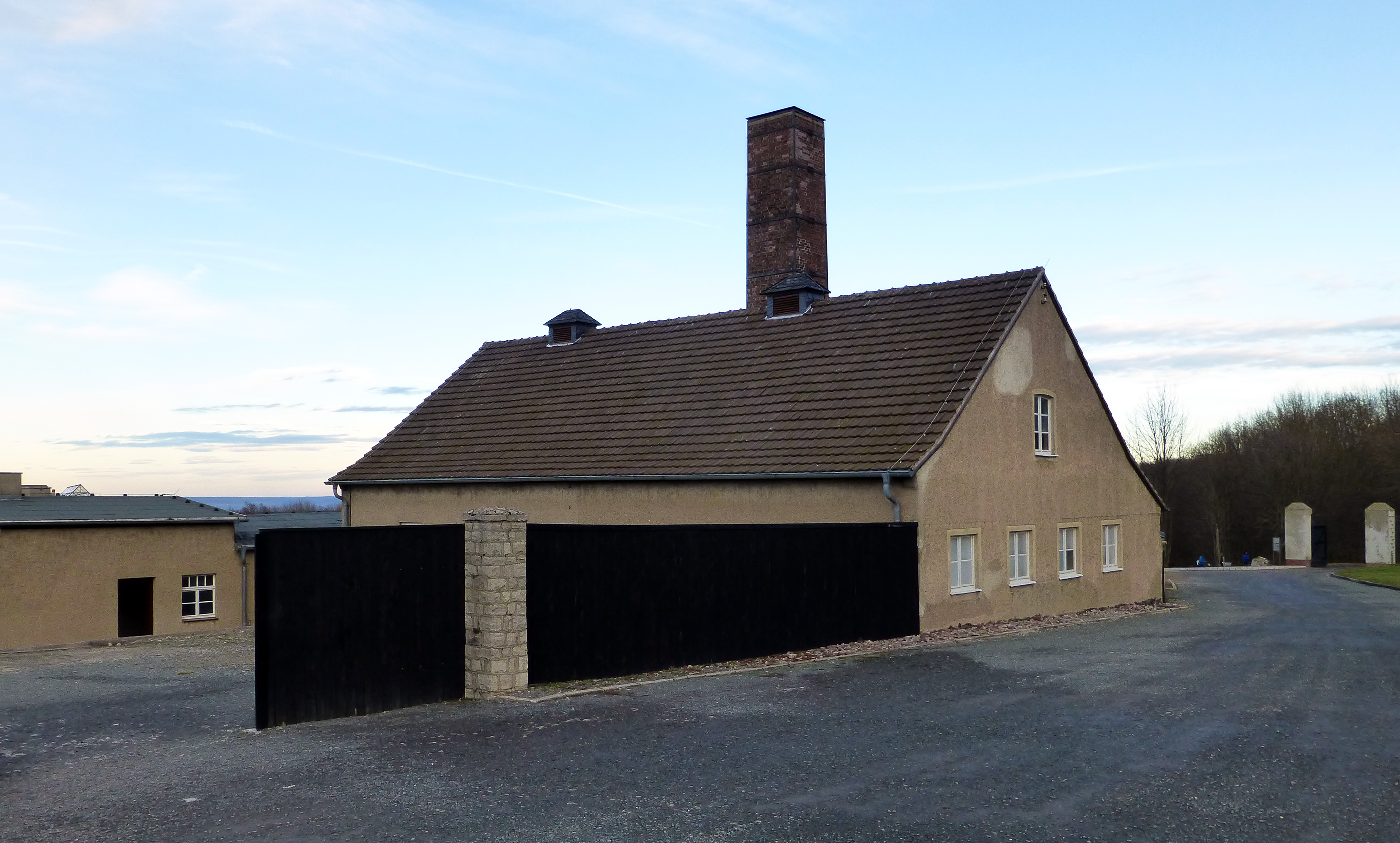
Krematorium
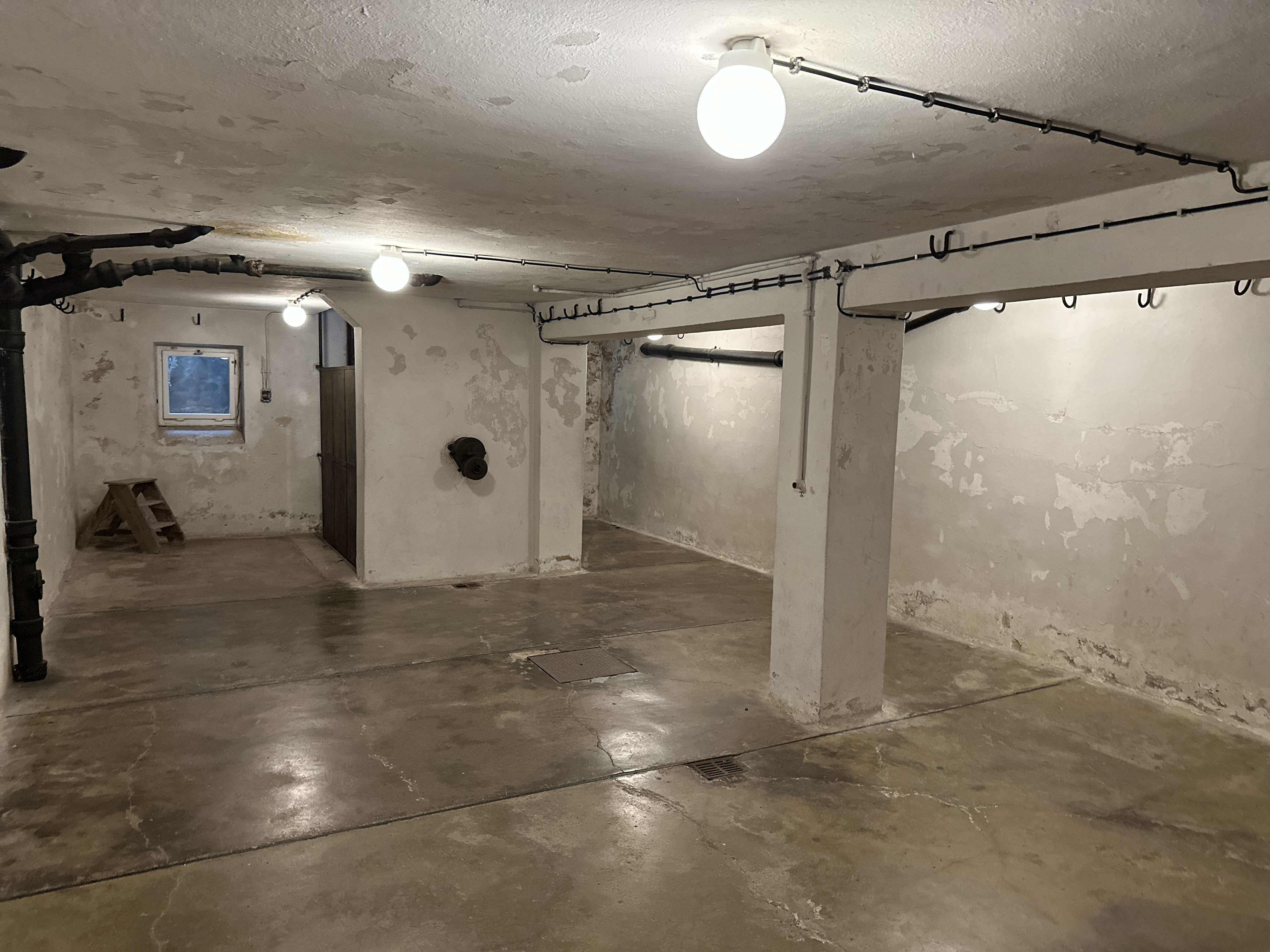
Keller des Krematoriums
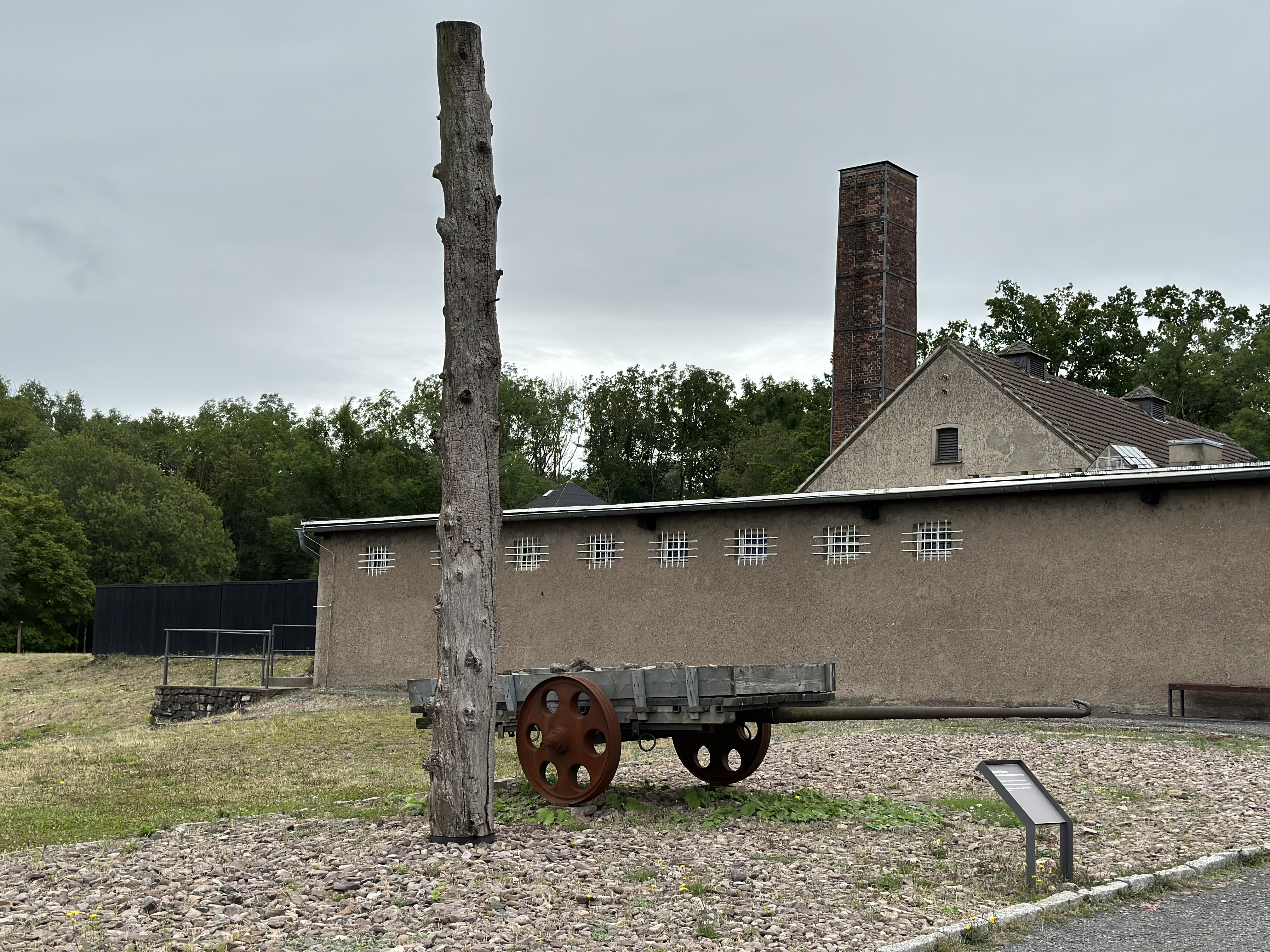
Steinkarren und Baumstamm (Nachbau)
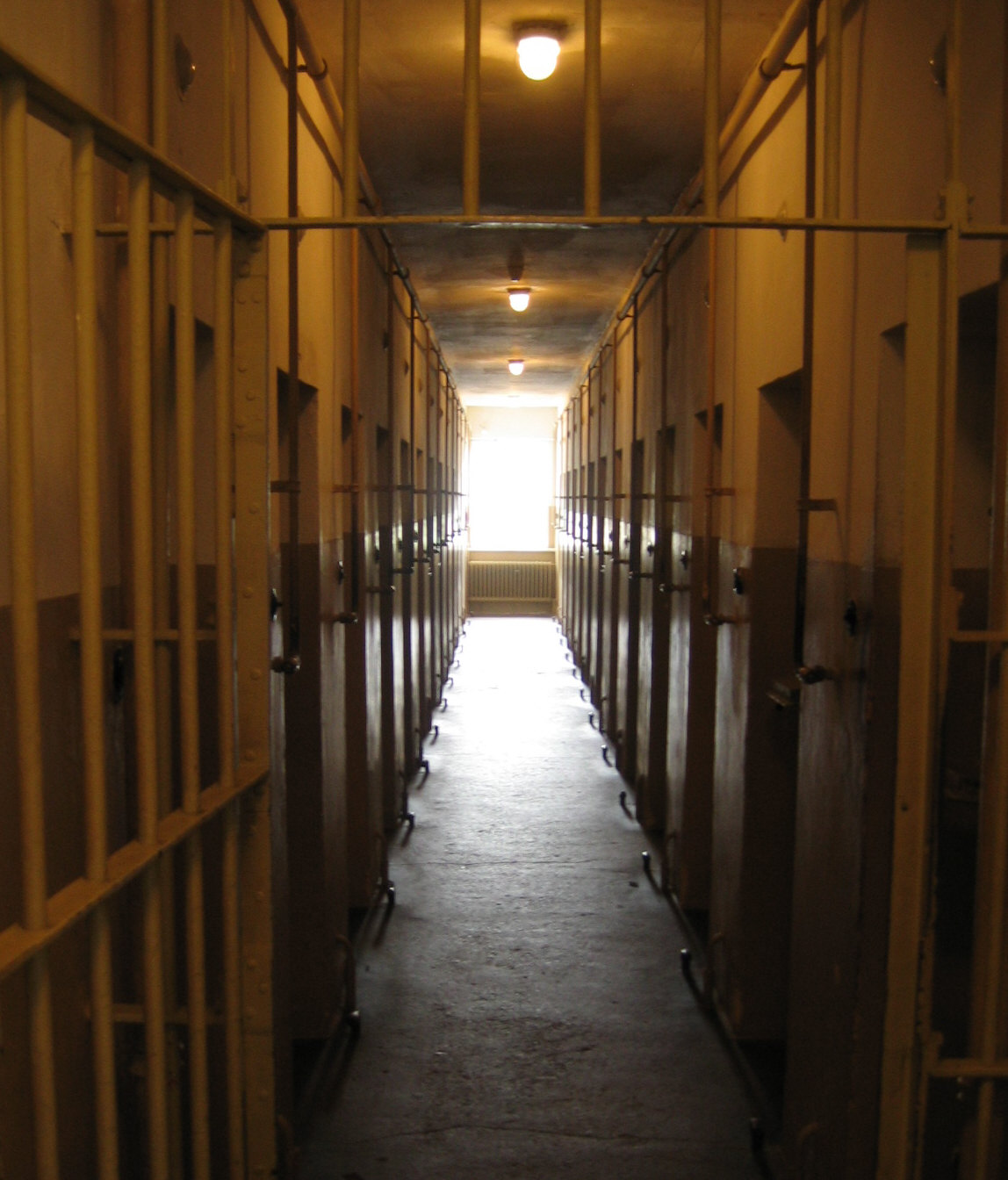
Arrestzellen neben dem Haupteingang (Bunker)
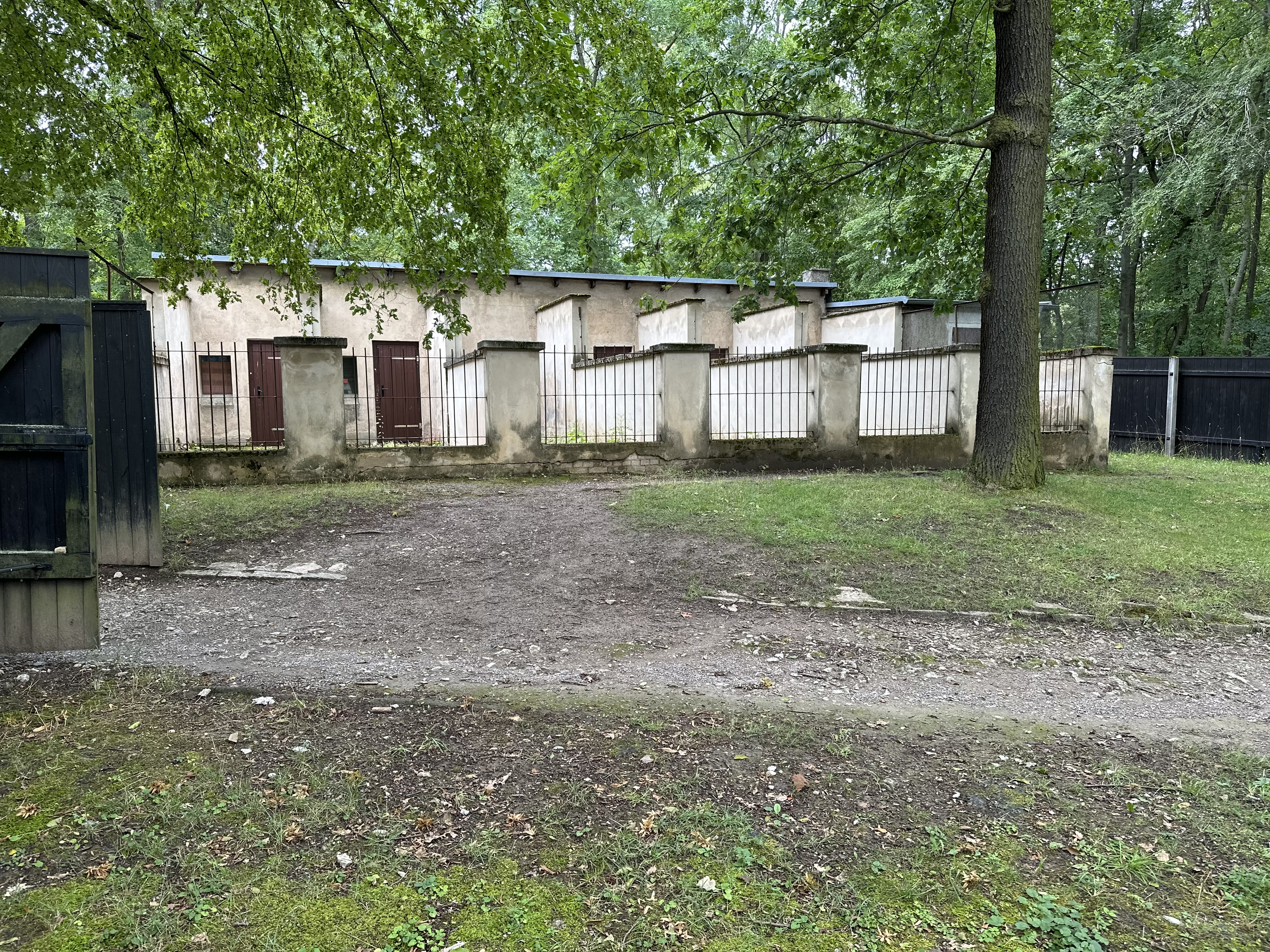
Sicht auf die ehemaligen Hundezwinger (2023)
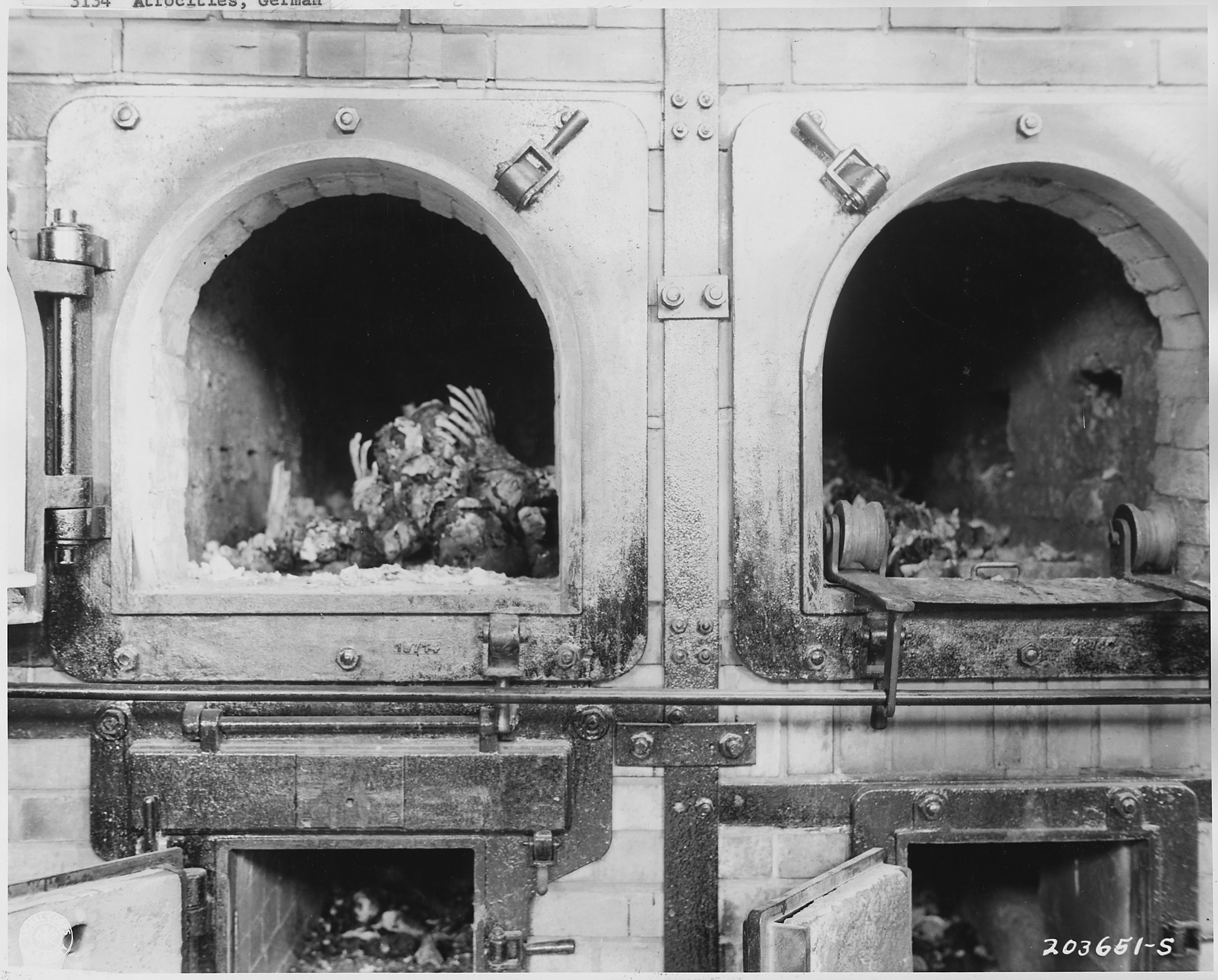
Verbrennungsöfen im Krematorium am 16. April 1945
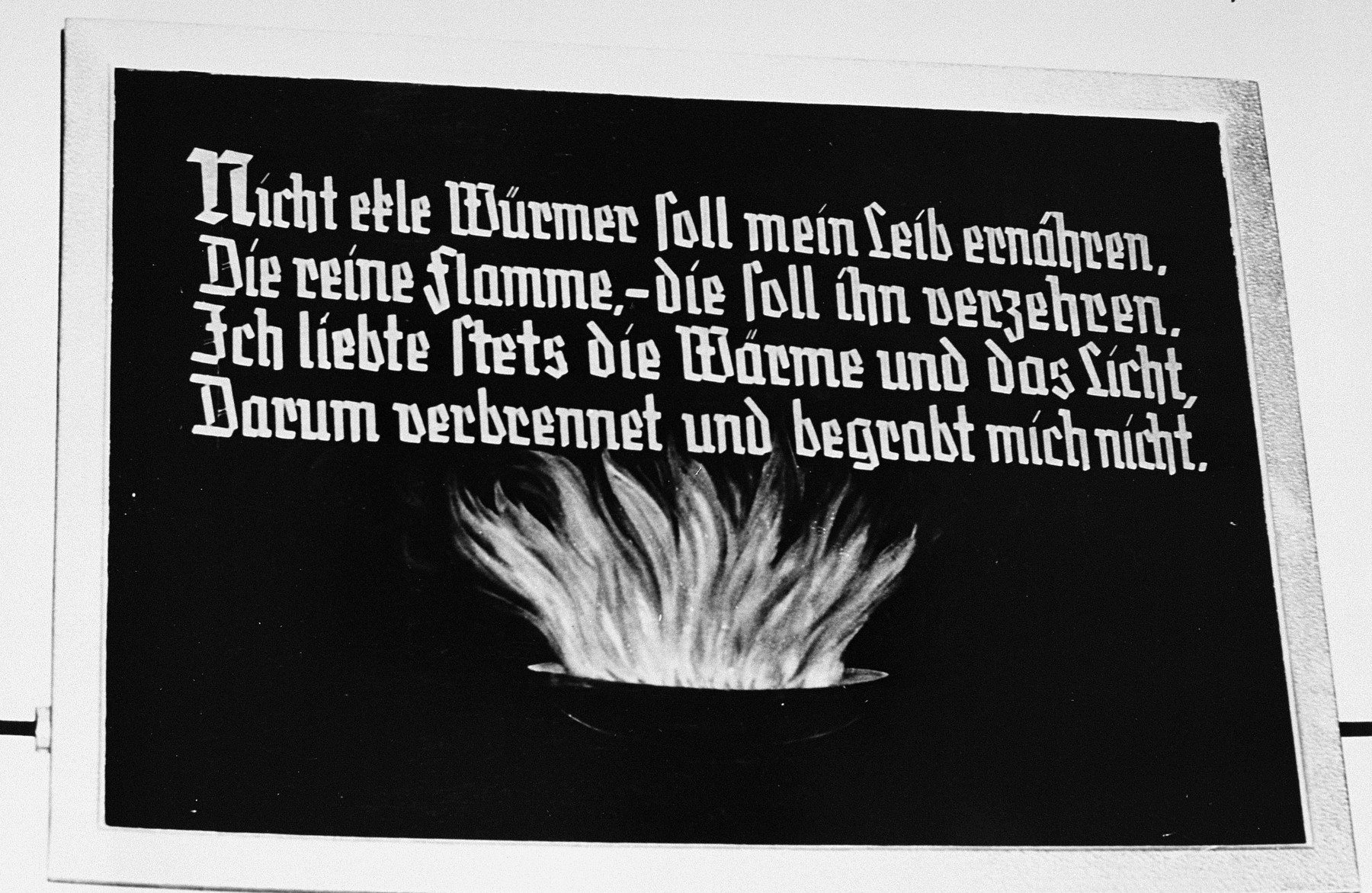
Höhnische Inschrift eines Spruches von Peter Rosegger am Eingang zum Krematorium. Aus der Sammlung des USHMM
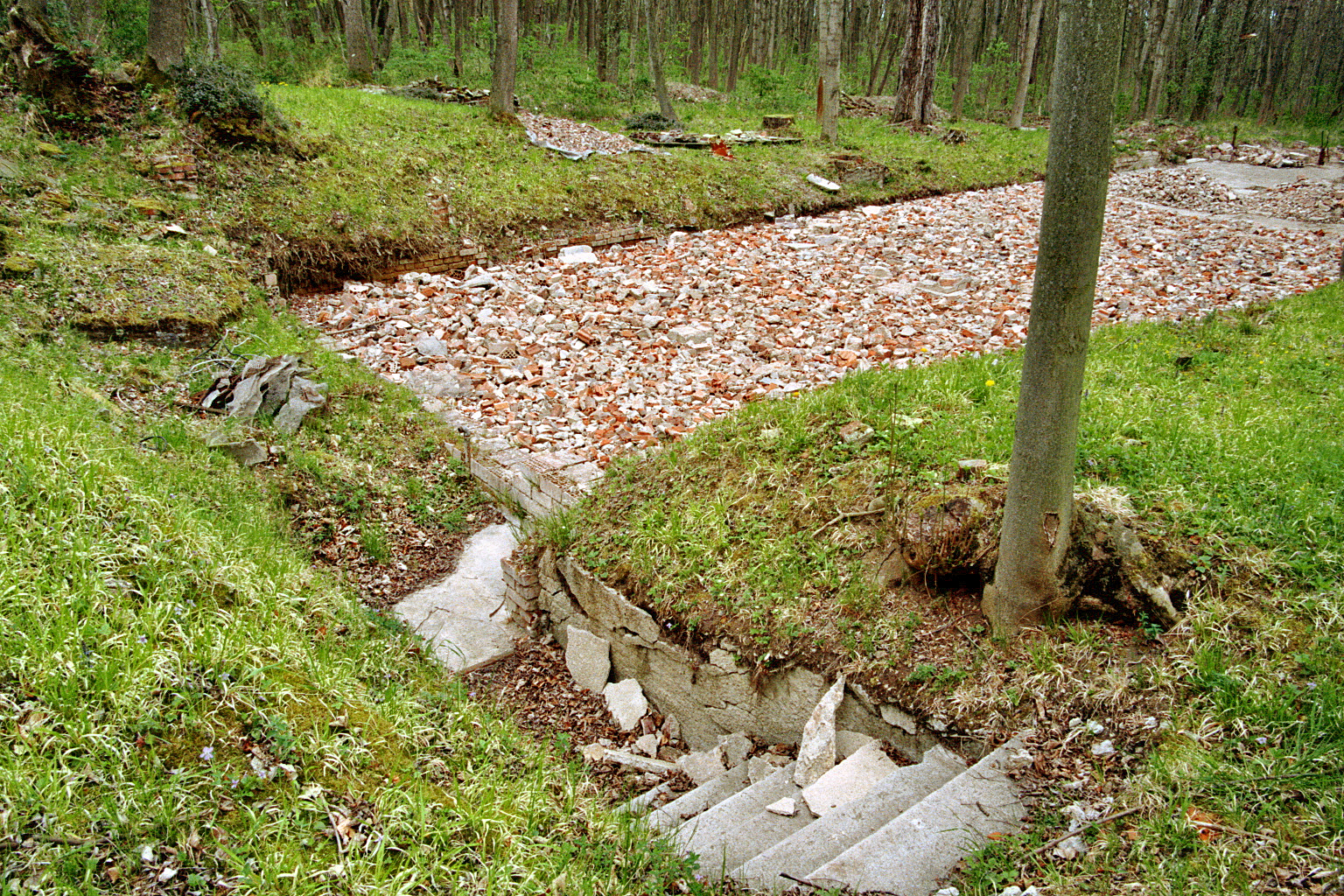
Relikte des Häftlingskrankenreviers

### Übungslager
Das SS-Übungslager Buchenwald bildete den eigentlichen SS-Bereich und befand sich südlich des „Schutzhaftlagers“. Es bestand, wie die Übungslager Dachau und Sachsenhausen, aus mehreren Unterbereichen. In der Nähe des Tores zum Schutzhaftlager befand sich die Lagerverwaltung. Dort war die Lagerkommandantur mit dem Büro des Kommandanten, der Adjutantur, der Gestapo sowie Einrichtungen des Truppenstabes und der politischen Abteilung untergebracht.
Südlich davon folgte die SS-Kaserne mit 16 Gebäuden. Diese waren im Halbrund angeordnete Hundertschaftsgebäude der SS-Totenkopfstandarte „Thüringen“ mit Kasinos, Waffenkammern, einem Truppenlazarett, Schieß- und Exerzierplätzen, Großgaragen und zwei Tankstellen. Es waren Kapazitäten für mehr als ein Regiment vorhanden. Dies war einer der großen Stützpunkte und Ausbildungsstätten der Waffen-SS.
In der Mitte des Übungslagers war das Sonderlager Fichtenhain installiert. Außerhalb des eigentlichen eingezäunten Lagers entstand 1942/43 eine Gruppe von Isolierbaracken für prominente Insassen. Inhaftiert waren hier unter anderem Rudolf Breitscheid, Mafalda von Savoyen und Fritz Thyssen. Nach dem Attentat auf Hitler am 20. Juli 1944 wurden hier auch beteiligte Offiziere und Politiker sowie deren Familien eingesperrt. Ein anderer Ort für die Arrestierung von prominenten Häftlingen war das SS-Falknerhaus.
Hier waren der frühere Ministerpräsident der französischen Volksfrontregierung Léon Blum sowie andere Regierungsmitglieder untergebracht, darunter Édouard Daladier und Paul Reynaud.
Auf Befehl des Lagerkommandanten Koch wurde 1940 zuerst eine Reithalle nordwestlich der Kaserne erbaut. Dort hatten Koch und seine Frau Ilse das alleinige Nutzungsrecht. Gegenüber der Reithalle entstand ein 55 m langer Pferdestall. Auf Kommissarbefehl des Wehrmacht-Oberkommandos wurde er nach dem Eintreffen der ersten sowjetischen Gefangenen 1941 umgebaut und mit einer Genickschussanlage versehen. Unter dem Vorwand einer medizinischen Untersuchung wurden hier zwischen 1941 und 1945 zahlreiche Häftlinge und über 8000 der insgesamt 8483 ermordeten sowjetischen Kriegsgefangenen durch das berüchtigte Kommando 99 hingerichtet.
Zur Unterhaltung der SS und deren Familien wurde unweit des Zaunes des Schutzhaftlagers der SS-Zoo errichtet. 1940 wurden innerhalb des SS-Lagers ein Falkenhof und ein Wildgehege eröffnet, die auch der Bevölkerung offen standen.
1944 richtete die SS ein Bordell für „fremdvölkische“ Wachmänner ein. Den im KZ Buchenwald zum Wachdienst eingesetzten ukrainischen SS-Männern war der Umgang mit deutschen Frauen verboten. Die SS selektierte für dieses Bordell polnische Frauen aus dem KZ Ravensbrück und zwang sie zur Prostitution.
Drei Kilometer östlich des Lagers entstand eine Wohnsiedlung mit Ein- und Mehrfamilienhäusern für Angehörige der SS (die heutige Ettersberg-Siedlung).

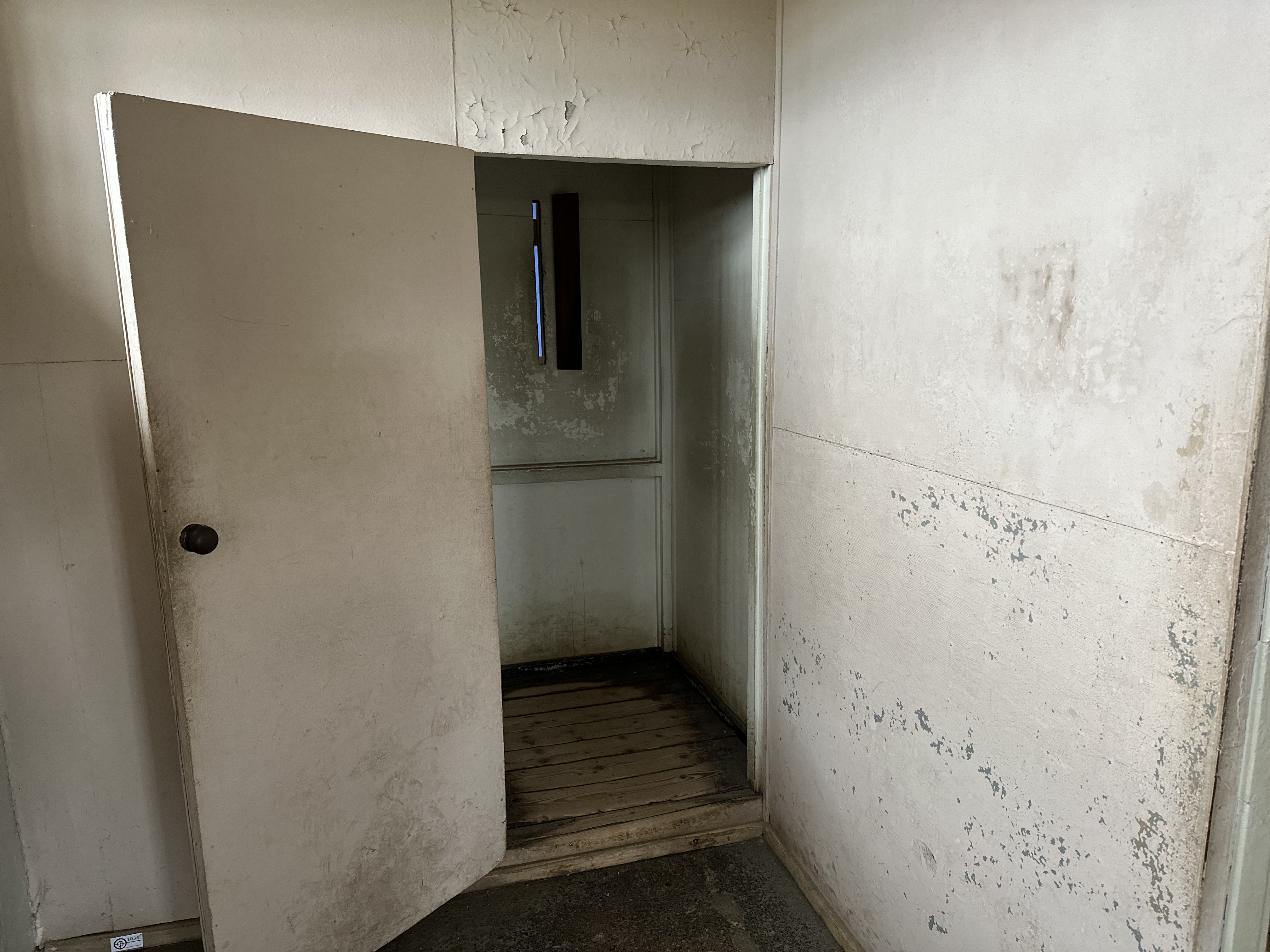
Hinterer Teil der getarnten Genickschussanlage (Nachbau)
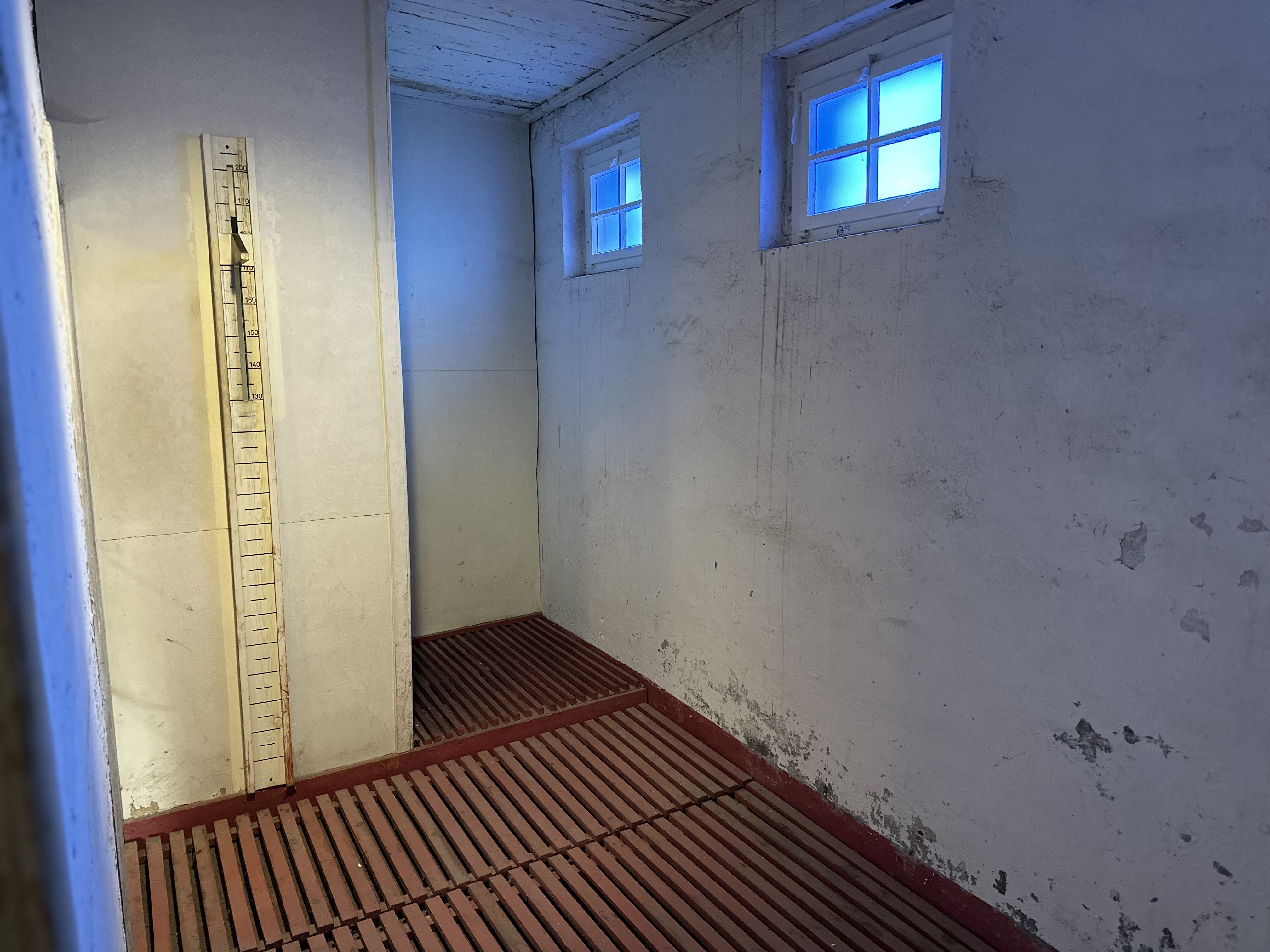
Vorderer Teil der getarnten Genickschussanlage (Nachbau)
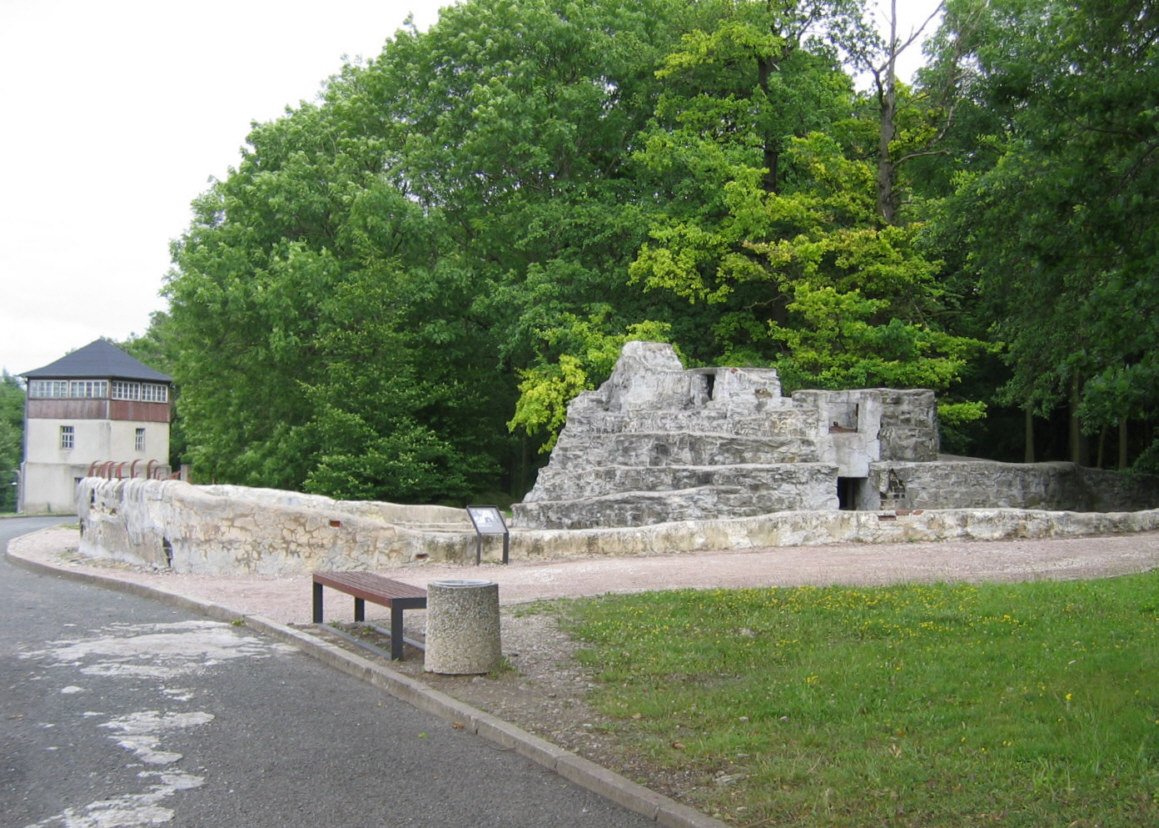
Relikt des SS-Zoos (Bärenzwinger) (2007)

### Produktionsbereich
Westlich der SS-Kaserne war ein Steinbruch angelegt. Die Arbeit dort galt als die härteste und wurde meist von Strafkompanien ausgeführt. Häufig wurden hier Häftlinge von der SS „auf der Flucht erschossen“.
Der Rüstungsbetrieb Gustloff-Werk II des Weimarer Fritz-Sauckel-Werks wurde 1943 eröffnet und war Arbeitsstätte für etwa 4500 Häftlinge. Sie wurden von der SS-Lagerleitung an den Betrieb vermietet. Bei dem alliierten Bombenangriff am 24. August 1944 wurde der Betrieb fast völlig zerstört.
Die Deutschen Ausrüstungswerke (DAW), ein Rüstungsunternehmen der SS, gründete 1940 innerhalb des Schutzhaftlagers eine Produktionsstätte für bis zu 1400 Häftlinge. Hier wurde für den Kriegsbedarf der Waffen-SS produziert und, bevor der Pferdestall zu diesen Zwecken umgebaut worden war, eine Vielzahl sowjetischer Kriegsgefangener exekutiert.

### Außenlager
Bis zum Kriegsende unterhielt das KZ Buchenwald bis zu 136 Außenlager und Außenkommandos, mit Schwerpunkten im heutigen Thüringen, Sachsen und Sachsen-Anhalt sowie im Ruhrgebiet. Einige befanden sich in Belgien und Frankreich. Diese wurden hauptsächlich zur Rüstungsproduktion und anderen Fabrikationen genutzt. Sie gelten daher mehr als Arbeits- denn als Vernichtungslager. Die Häftlinge mussten bei Unternehmen wie IG Farbenindustrie, Krupp AG, HASAG, Siebel Flugzeugwerke, Bochumer Verein, Dortmunder Union, Vereinigte Stahlwerke AG, Ford Köln, Junkers Flugzeug- und Motorenwerke, Deutsche Reichsbahn (Ausbesserungswerk Schwerte) und Annener Gussstahlwerk Zwangsarbeit leisten. Auch in den Außenlagern wurden Menschen hingerichtet oder starben an den vorherrschenden Bedingungen. Einige Außenlager wurden im Verlauf des Krieges zu Konzentrationslagern umfunktioniert, beispielsweise das KZ Dora-Mittelbau bei Nordhausen.

## KZ-Geschichte

### 1938 bis 1941

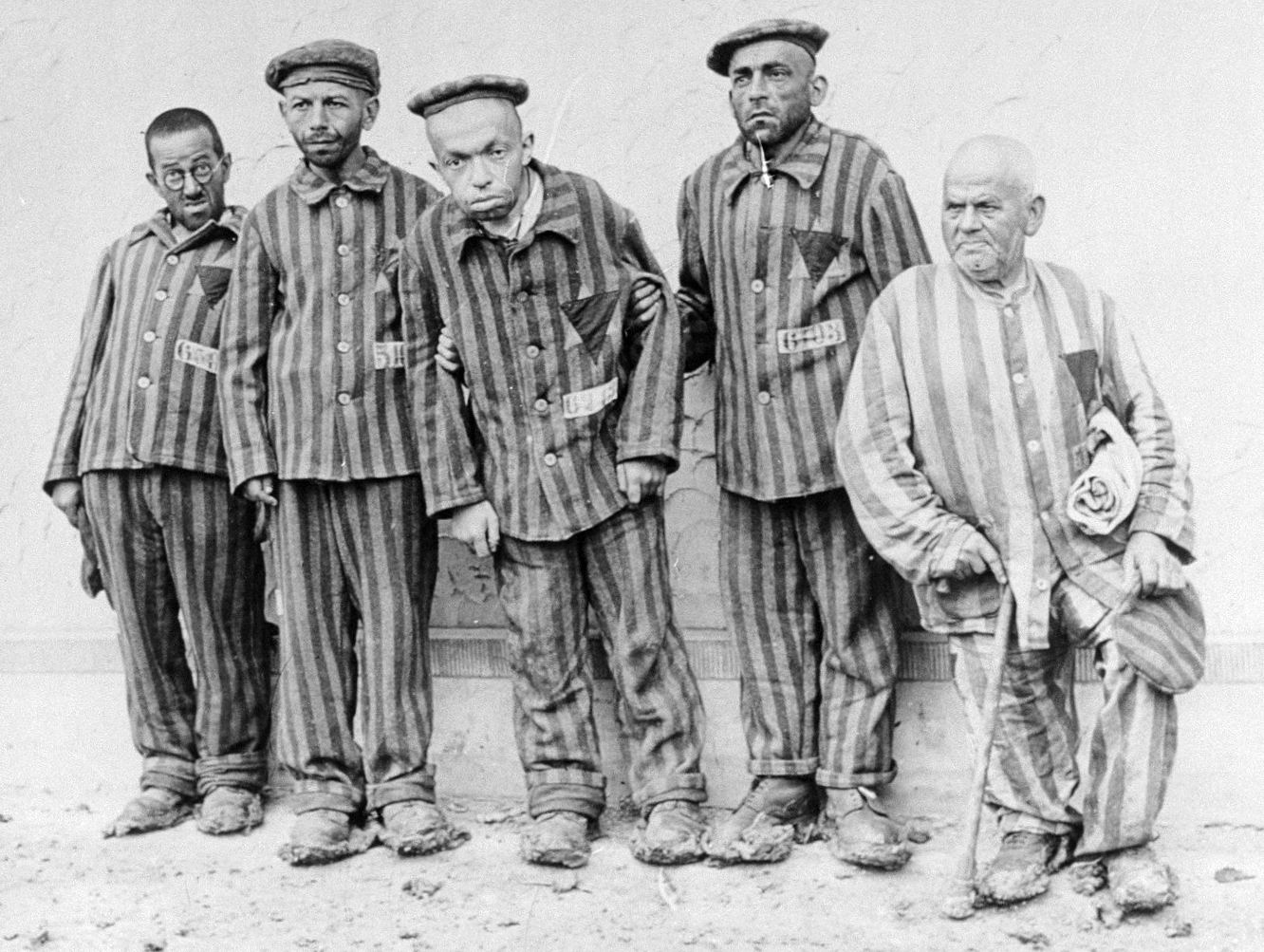
Fünf behinderte Juden in Buchenwald, Juni-Aktion, Propagandaaufnahme, 1938

Nach der Errichtung des Lagers ab Juli 1937 wurde ab Februar 1938 der „Bunker“ (Zellenbau des Torgebäudes) belegt. Er war die Folter- und Mordstätte des Lagers unter SS-Aufseher Martin Sommer. Im April erfolgte eine Massenverhaftung und Einweisung sogenannter „Arbeitsscheuer“. Die erste öffentliche Hinrichtung eines Häftlings durch den Strang fand im Juni 1938 statt. Ebenfalls im Juni 1938 wurde für die Angehörigen der SS der Zoo eingerichtet.
Im Sommer 1938 begann auch der Ausbau der Zufahrtsstraße zum Konzentrationslager. Die schmale Waldchaussee wurde zu einer acht Meter breiten Betonstraße ausgebaut. 200 Häftlinge waren direkt an dem Straßenbau tätig. Weitere hunderte Häftlinge schlugen und transportierten in und aus den umliegenden Steinbrüchen des Lagers das Baumaterial. Der Ausbau endete im November 1939. Die Straße bekam den Namen Blutstraße, den sie heute noch führt.
Ab September 1938 kamen zahlreiche Häftlinge aus dem Gebiet Österreichs in das Konzentrationslager. Österreich war im März an das Reich angeschlossen worden. Nach der Reichspogromnacht wurden zehntausende männliche, wohlhabende Juden (sogenannte Aktionsjuden) im ganzen Reich inhaftiert, von denen 9.845 nach Buchenwald kamen, um sie zur Emigration zu zwingen und ihr Vermögen zu arisieren. Bis zum Jahresende zählte das Lager 11.028 Häftlinge. Es starben bereits 771 Menschen. Im Februar 1939 brach wegen schlechtester hygienischer Bedingungen im Lager Typhus aus. Das Lager wurde daraufhin unter Quarantäne gestellt. Im April nahm das Sonderstandesamt Weimar II im Lager seine Arbeit auf. Es hatte fast ausschließlich die Aufgabe der Registrierung der Toten. Zu Hitlers 50. Geburtstag kam es zu Lagerentlassungen durch eine „Gnadenaktion“. Im September 1939 wurden die Lebensmittelrationen für Juden drastisch herabgesetzt und ein Sonderlager auf dem Appellplatz errichtet.
Nach dem Kriegsbeginn wurden im Oktober 1939 8.500 Männer aus der Tschechoslowakei, Polen und Österreich in das Lager eingewiesen. Im November musste das Lager erneut unter Quarantäne gestellt werden, da die Ruhr ausgebrochen war. Am Ende des Jahres waren 11.807 Menschen inhaftiert und weitere 1.235 Häftlinge gestorben. Zu Beginn des Jahres 1940 wurde das Krematorium errichtet, da das städtische Krematorium die große Anzahl an Toten nicht bewältigen konnte. Im Februar wurde das Sonderlager auf dem Appellplatz aufgelöst, fast die Hälfte der Insassen war gestorben. Zum Jahresende war das Lager mit 7.440 Gefangenen belegt. 1.772 Tote wurden in diesem Jahr registriert. Im Jahre 1940 wurde das Krematorium in Betrieb genommen.
Nach dem Überfall auf die Sowjetunion 1941 wurden tausende sowjetische Kriegsgefangene eingewiesen und in den folgenden Jahren durch Genickschuss gezielt getötet. Schätzungsweise 8.000 Insassen fielen dem zum Opfer. Am Jahresende 1941 zählte das Lager 9.814 Häftlinge. 1.522 Menschen starben 1941 im Konzentrationslager. Der Lagerkommandant Koch wurde wegen Korruptionsvorwürfen nach Lublin versetzt. Sein Nachfolger wurde im Januar 1942 Hermann Pister.

### 1942 bis 1945
Unter dem neuen Lagerkommandanten Pister wurden die ersten medizinischen Versuche an Häftlingen durchgeführt. An den Folgen starben die meisten qualvoll, beispielsweise wurden sie mit Fleckfieber infiziert, um Impfstoffe zu testen (Salzwasserversuche). Das Gleiche geschah mit TBC-Erregern. Außerdem wurden Häftlingen Brandbombenverletzungen zugefügt. Da die Häftlinge auf engstem Raum zusammenlebten, breiteten sich Krankheiten schnell aus, und es kam zu Epidemien, die jedoch nicht behandelt wurden. Die meisten Versuche wurden in den Blöcken 46 und 8 durchgeführt.
Im Februar 1942 entstand in den Weimarer Gustloff-Werken das erste Außenkommando des Konzentrationslagers Buchenwald. Im Juli wurde außerdem mit dem Bau einer Gewehrfabrik der Wilhelm-Gustloff-Werke neben dem Lager begonnen. Außerdem entstanden 1942 ein Desinfektionsgebäude und das kleine Lager, das als Quarantänelager genutzt wurde. Ende des Jahres 1942 war Buchenwald mit 9.517 Häftlingen belegt. 2.898 Tote wurden in diesem Jahr vermerkt.
Im März 1943 wurde das Gustloff-Werk II fertiggestellt. Außerdem begann man mit dem Bau einer Bahnstrecke nach Weimar. Die 14,5 Kilometer lange „Buchenwaldbahn“ wurde in knapp drei Monaten von den Häftlingen ohne schweres Gerät provisorisch fertiggestellt. Die Strecke diente erst der Versorgung der Rüstungsbetriebe. Ungefähr seit dem Jahresbeginn 1944 vollzog sich über diese Schienen auch der Häftlingsan- und -abtransport. Vor der Fertigstellung mussten die Häftlinge über die sogenannte „Blutstraße“ in und aus dem Lager marschieren.
Im August 1943 entstand bei Nordhausen das Außenlager „Dora“ für die Raketenproduktion. Dort starben in den ersten sechs Monaten 2.900 Häftlinge. Zum Jahresende war Buchenwald durch Masseneinweisungen aus den von der Wehrmacht besetzten Gebieten mit 37.319 Häftlingen völlig überbelegt. 3.516 Tote wurden in diesem Jahr registriert.
Im März 1944 erhöhte sich die Anzahl der Außenlager auf 22. Zu diesem Zeitpunkt waren 81 Prozent der Häftlinge des Hauptlagers unterernährt, jeder Zehnte litt an Tuberkulose.
Am 24. August 1944 griffen Bomber der Alliierten die Rüstungsbetriebe beim Stammlager an und zerstörten sie zu großen Teilen. Auch Häftlinge wurden verletzt und getötet. Ende des Jahres 1944 war das Lager samt seinen Außenlagern mit 87.000 Häftlingen belegt. Diese Zahl wurde hauptsächlich durch die „Evakuierung“ der inzwischen frontnahen Konzentrationslager im Osten erreicht. Auf Todesmärschen kamen tausende Häftlinge nach Buchenwald. In jenem Jahr starben offiziell 8.644 Häftlinge.
Im Januar 1945 trafen weitere Todesmärsche ein, vor allem aus den Vernichtungslagern in Polen. Im Februar war Buchenwald das größte noch bestehende KZ. Es waren in Haupt- und Außenlagern 112.000 Häftlinge interniert.

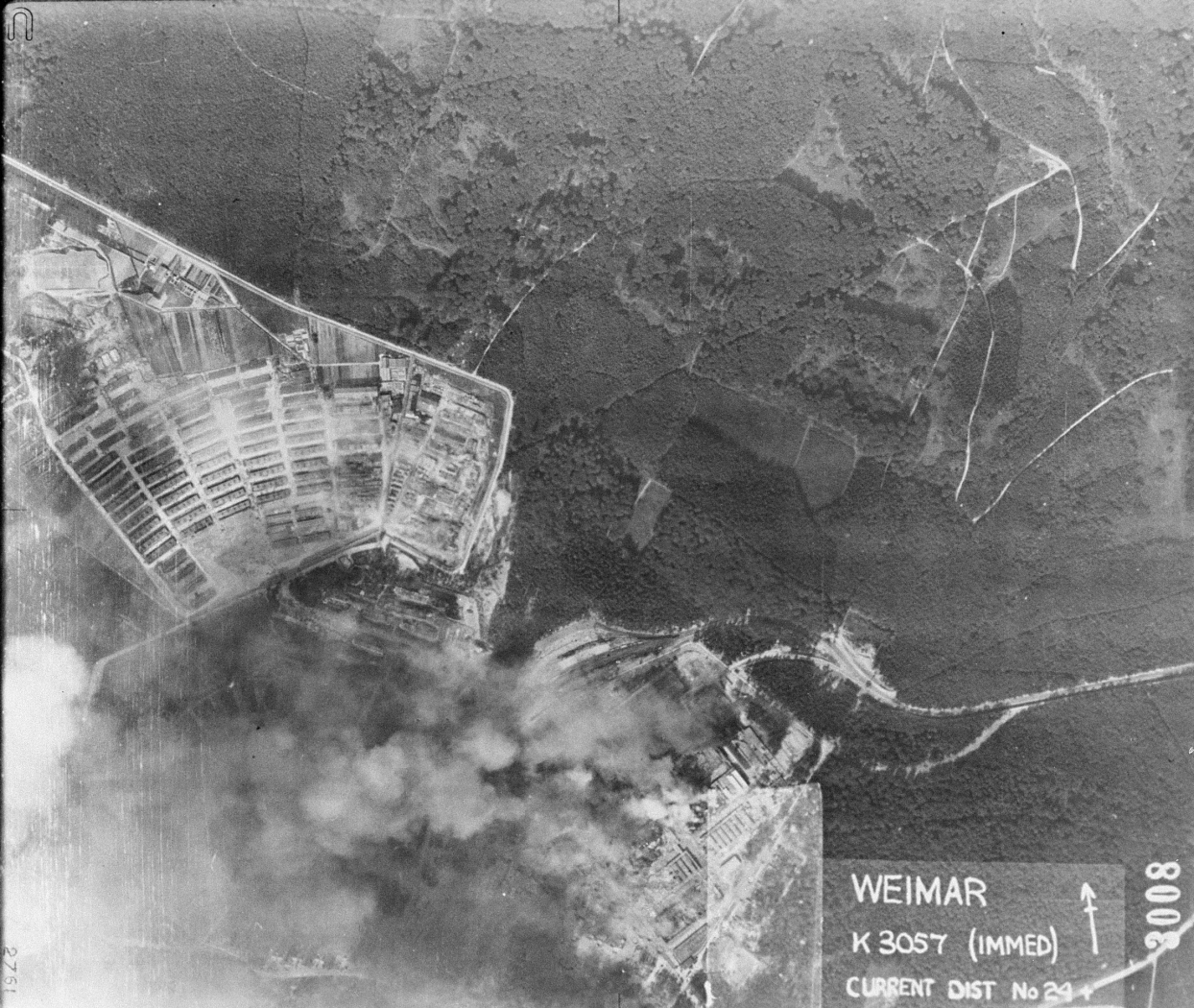
Luftbild nach der Bombardierung
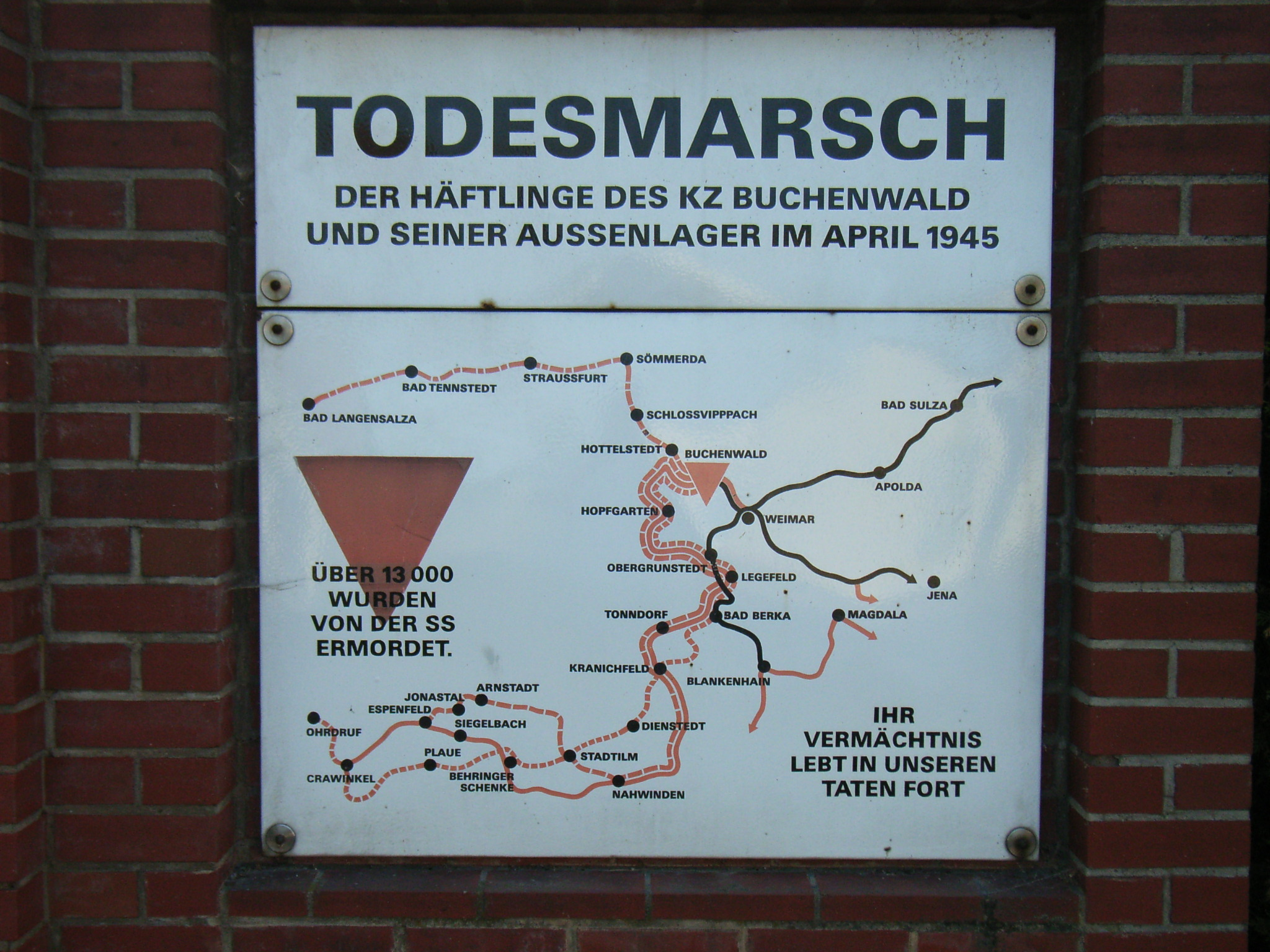
Gedenktafel mit der Route eines Todesmarsches
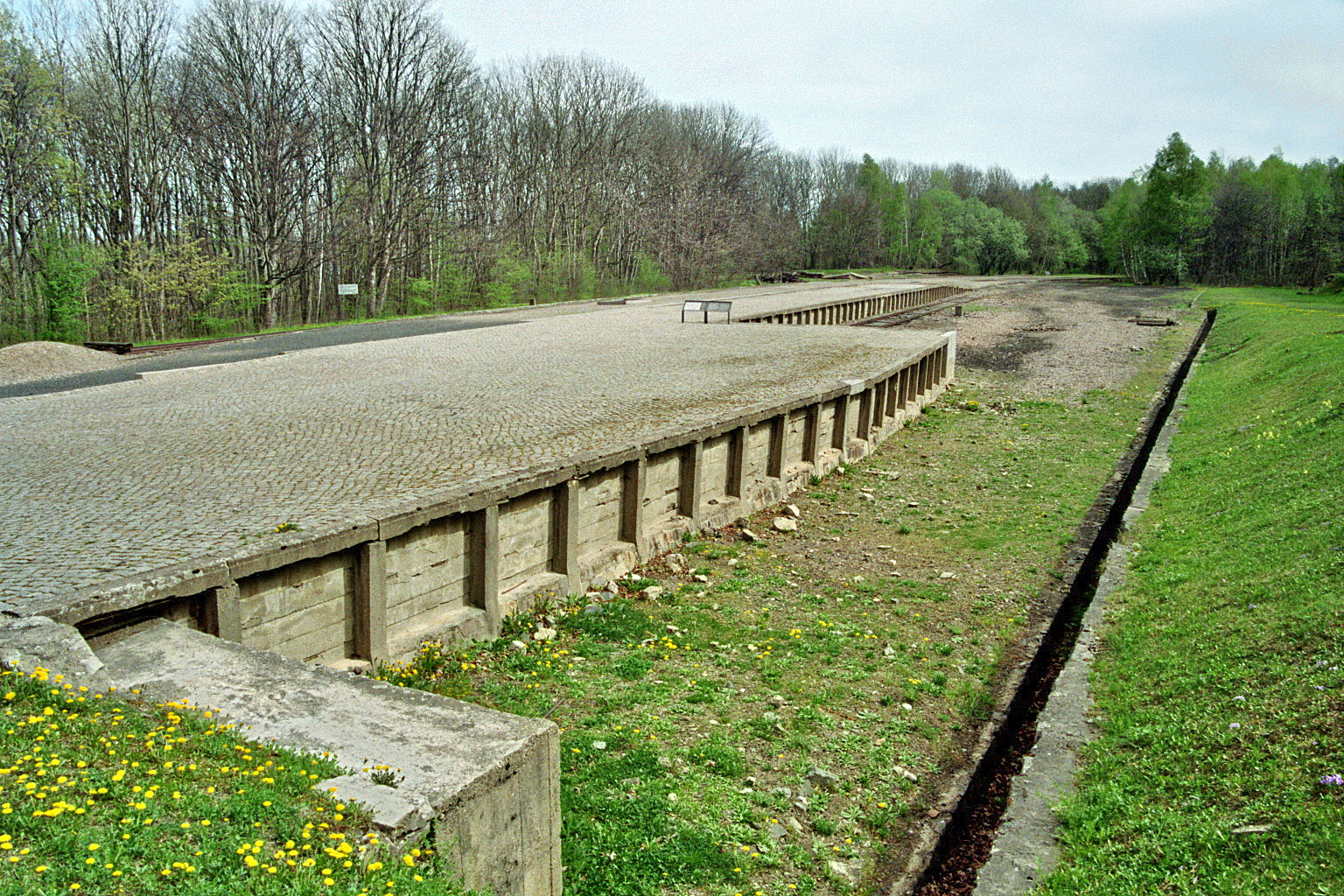
Kombinierte Kopf- und Seitenladerampe der Buchenwaldbahn im Bahnhof Buchenwald

### Befreiung 1945
Vor der Befreiung am 11. April 1945 wurde das KZ Buchenwald für die Wachmannschaften immer weniger kontrollierbar. Die interne Widerstandsbewegung, die sich organisiert hatte, führte die SS in die Irre und stiftete Chaos. Sie versteckte verfolgte Häftlinge und widersetzte sich Befehlen. Sie rief die Häftlinge zur Geschlossenheit auf. Bereits während des Bombenangriffs auf das KZ im August 1944 war es dem illegalen Lagerkomitee gelungen, an Waffen aus einem der SS-Lager zu kommen. Sie wurden in den Blocks versteckt, vergraben oder eingemauert.
Als sich Anfang April 1945 die 3. US-Armee dem Lager näherte, versuchte die SS-Wachmannschaft auf Weisung Himmlers, das Lager zu evakuieren. Etwa 47.500 Menschen waren am 6. April 1945 im Konzentrationslager inhaftiert, 22.900 davon im Hauptlager, 18.000 in den Pferdeställen des Kleinen Lagers. 6.600 Juden waren schon am 5. April auf dem Gelände der Deutschen Ausrüstungswerke zusammengetrieben worden. Am Abend des 5. April 1945 wurde in der Schreibstube des Lagers eine Liste mit 46 dort aufgeführten Antifaschisten abgegeben, die von der Gestapo in Weimar kam und auf einer Denunziation eines tschechischen Häftlings namens Duda basierte. Die auf der Liste genannten und zur Exekution bestimmten Buchenwaldhäftlinge sollten sich am 6. April 1945 morgens am Lagertor einfinden. Bis auf einen französischen Häftling folgten die Genannten dieser Aufforderung nicht und tauchten im Lager unter. Alle Häftlinge, die auf dieser Liste aufgeführt waren, haben die Befreiung erlebt. Vom 7. bis zum 10. April 1945 verließen auf etwa 60 Routen 28.000 Menschen des Stammlagers und mindestens 10.000 Häftlinge der Außenlager das Konzentrationslager Buchenwald in Richtung der KZs Dachau, Flossenbürg und Theresienstadt. Auf diesen Todesmärschen und „Evakuierungszügen“ starben zwischen 12.000 und 15.000 Menschen.
Die Widerstandsgruppe bemühte sich, die Evakuierung zu verzögern, um möglichst vielen Häftlingen die Befreiung durch die Amerikaner zu ermöglichen. Man verfügte zwar über die von der SS entwendeten Waffen, an deren Einsatz war jedoch erst beim Herannahen der Amerikaner zu denken, da sie nichts gegen die Übermacht der Wachmannschaften hätten ausrichten können. Die illegale Lagerleitung setzte am 8. April 1945 über einen heimlich installierten Sender einen Hilferuf an die herannahenden amerikanischen Truppen ab. Die Amerikaner rieten zur Ruhe bis zur Befreiung. Am 11. April 1945 kam es zu Frontkämpfen in unmittelbarer Nähe des Lagers.
Gegen 11 Uhr an diesem Tag begann die Ausgabe der Waffen an ausgewählte Widerständler, die sich auf eine bewaffnete Auseinandersetzung einrichteten. Um 12 Uhr begannen die noch verbliebenen Wachmannschaften, den Lagerbereich zu verlassen und Stellung im SS-Bereich oder im umgebenden Wald zu beziehen. Um etwa 14:30 Uhr erreichte eine Vortruppe der 6. Panzerdivision der 3. US-Armee den SS-Bereich des Konzentrationslagers. Die Häftlinge begannen daraufhin den Kampf am Torgebäude und den benachbarten Wachtürmen, wobei es ihnen gelang, einige nicht geflüchtete Angehörige des SS-Wachpersonals zu entwaffnen und das Lagertor zu öffnen. Um 16 Uhr waren das Lager und mit ihm etwa 21.000 Häftlinge befreit. Während der Befreiung wurde die Uhr am Haupttor angehalten, welche seitdem 15:15 Uhr anzeigt. Ein amerikanischer Lagerkommandant wurde am 13. April berufen. Das Kriegstagebuch des Hauptquartiers der 4. Gepanzerten Division, auch G-2 Journal genannt, bestätigt Folgendes mit Datum vom 13. April 1945: „Vor unserer Ankunft waren die Wachtürme erobert und 125 SS-Männer gefangengenommen worden, die noch im Gewahrsam des Lagers sind.“
Die Selbstbefreiung der Gefangenen, die nur vor dem sicheren Eintreffen der US-Armee stattfinden konnte, wurde im Anschluss herausgestellt, wie zum Beispiel in dem Roman Nackt unter Wölfen, dessen Autor Bruno Apitz selbst acht Jahre in Buchenwald inhaftiert gewesen war. Apitz schildert darin neben dem alltäglichen menschenverachtenden Aufenthalt im KZ als zentrale Figur die Rettung des dreijährigen Kindes Stefan Jerzy Zweig (das bekannte, reale Buchenwaldkind – neben ihm wurden noch weitere Kinder gerettet) durch die Häftlinge. Das Buch endet im Fokus auf die Selbstbefreiung, ohne dabei geschichtsverfälschend zu sein. Auch im Buch wurde herausgestellt, dass die Anzahl der heimlich im Lager befindlichen und zum Teil selbstgebauten Waffen mit etwa 70 erbeuteten Waffen zu gering und die physische Verfassung aufgrund der Unterernährung der Häftlinge viel zu angegriffen war, als dass ein effektiver Widerstand gegen das vollzählige SS-Wachpersonal ohne Anrücken der amerikanischen Truppen möglich gewesen wäre. Das Widerstandskommando handelte in Verantwortung der verbliebenen rund 21.000 Häftlinge, um nicht in letzter Minute von der SS zusammengeschossen oder als menschlicher Schutzschild in Kriegsauseinandersetzungen hineingezogen zu werden. Bruno Apitz wurde mit diesem in 30 Sprachen übersetzten Roman weltberühmt. 1963 wurde er von der DEFA mit Hauptdarstellern wie Armin Mueller-Stahl, Erwin Geschonneck und Fred Delmare verfilmt.
Die Vorstellung von einer entscheidend selbstständigen Befreiung des Lagers durch die Häftlinge wurde von der DDR-Regierung forciert, da sie im Zeichen des Kalten Krieges gut in den sozialistisch-antifaschistischen Gründungsmythos passte und eine Unterstützung durch den US-amerikanischen Klassenfeind als nicht opportun galt. Daher blieben zunächst auch die geehrten Widerständler unter den nichtkommunistischen Häftlingen bis auf Ausnahmen wie Pfarrer Paul Schneider oder den SPD-Politiker Rudolf Breitscheid häufig unerwähnt. Das änderte sich erst in den 1980er-Jahren, als christliche Verfolgte, wie zum Beispiel Pfarrer Dietrich Bonhoeffer, verfolgte Minderheiten oder weitere Mitglieder anderer Parteien öffentlich erwähnt wurden.
Nach der Befreiung konfrontierten die amerikanischen Truppen am 16. April etwa 1.000 Einwohner der Stadt Weimar mit den Leichenbergen im Konzentrationslager. Die Mehrheit dieser Bürger behauptete, nichts oder zumindest nichts Näheres von den Vorgängen im Lager gewusst zu haben.

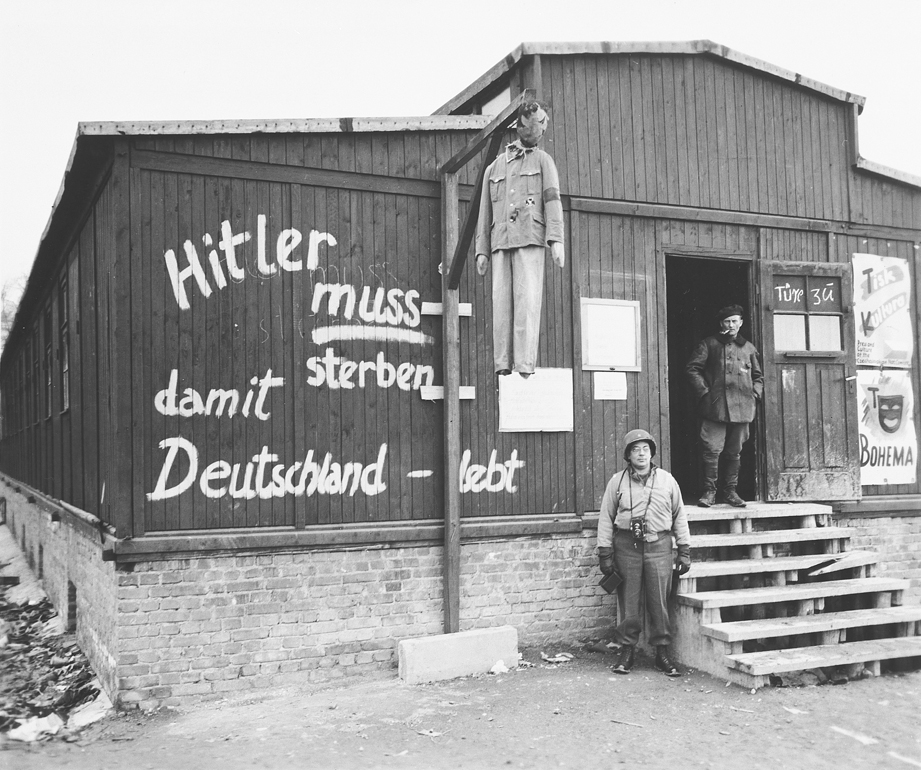
Graffiti an einer Wand des KZ nach der Befreiung, davor befindet sich eine gehenkte Hitler-Puppe (April 1945)
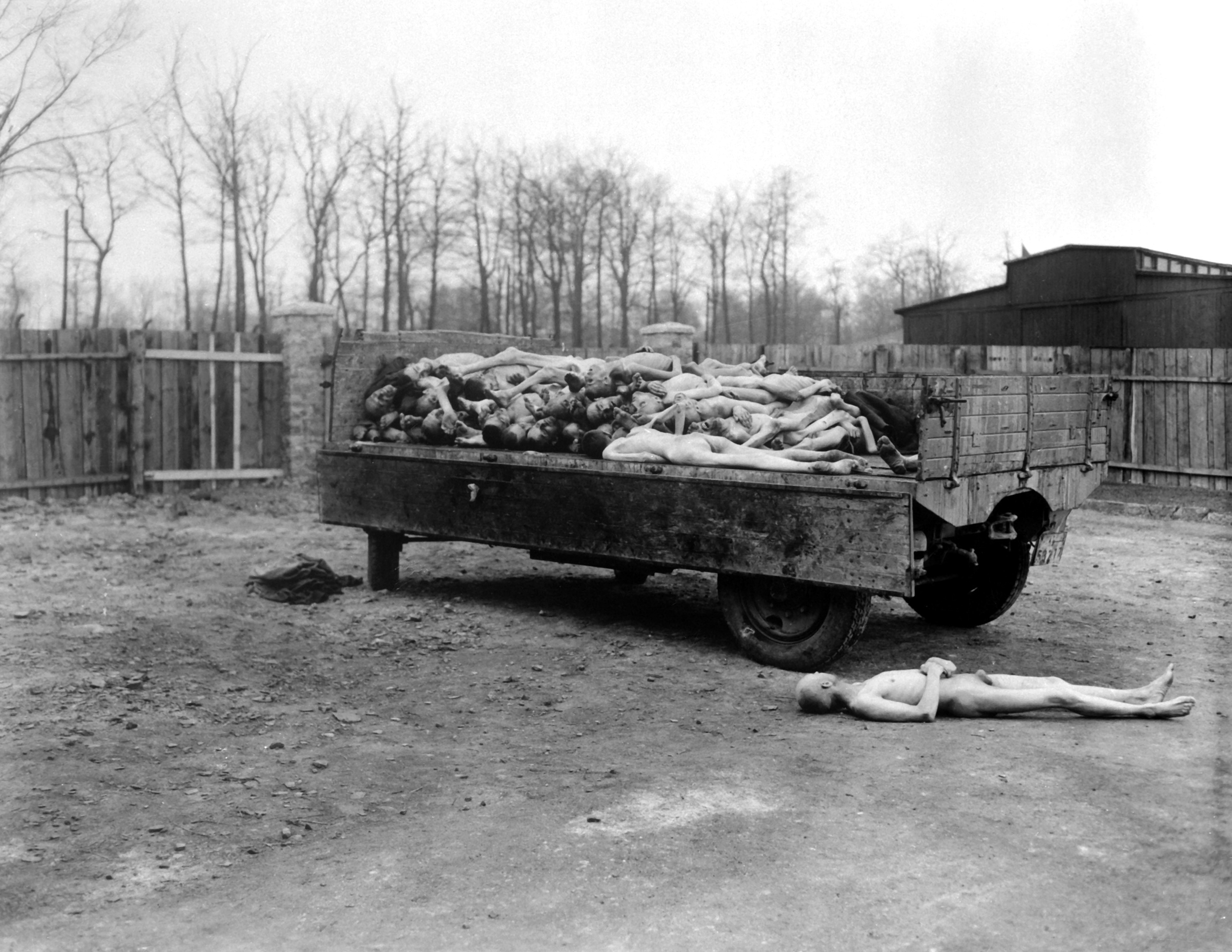
Tote Gefangene auf einem Anhänger, die vor der Ankunft der US-Truppen nicht mehr verbrannt wurden (14. April 1945)
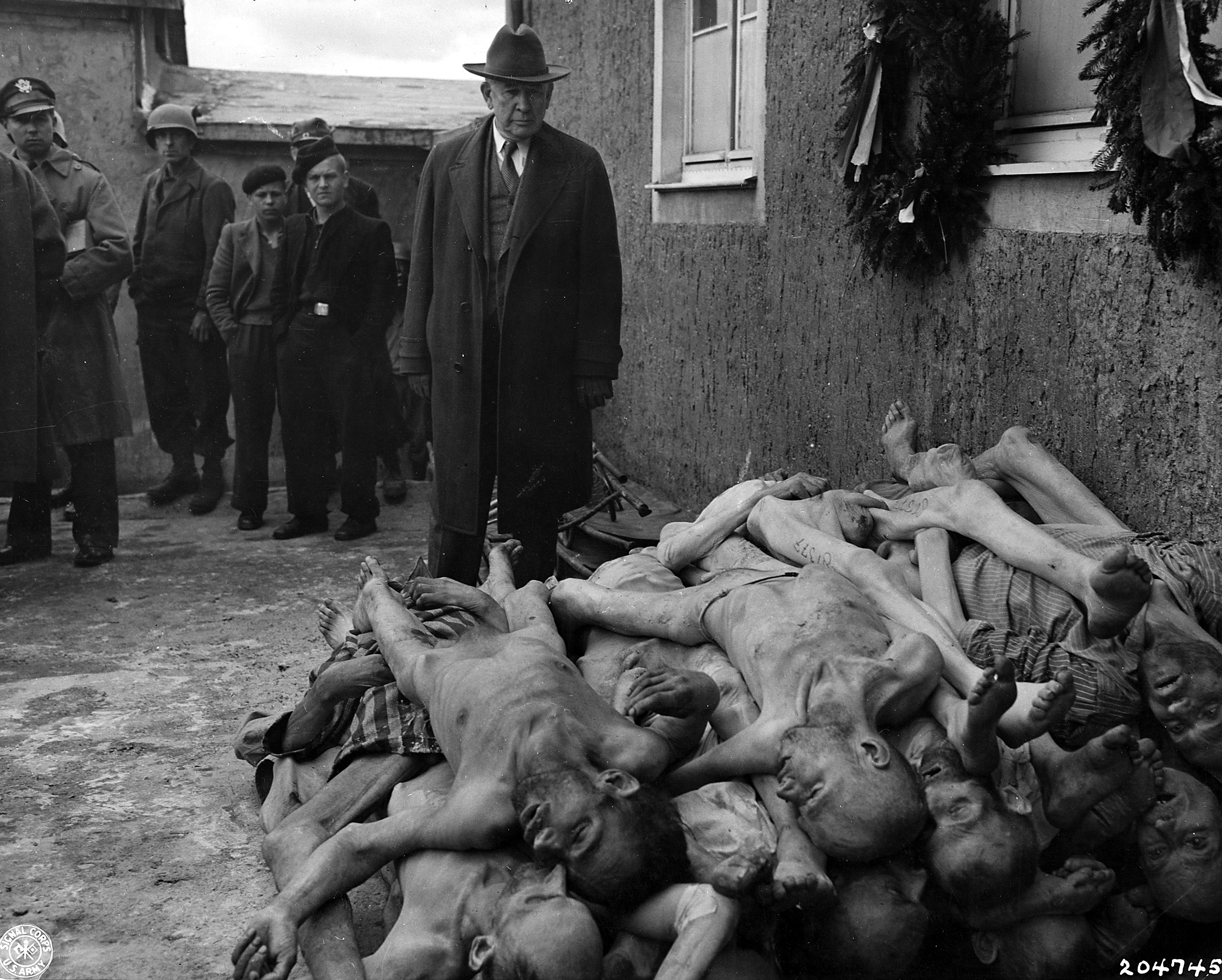
Der amerikanische Senator Alben W. Barkley besichtigt das KZ Buchenwald (24. April 1945)
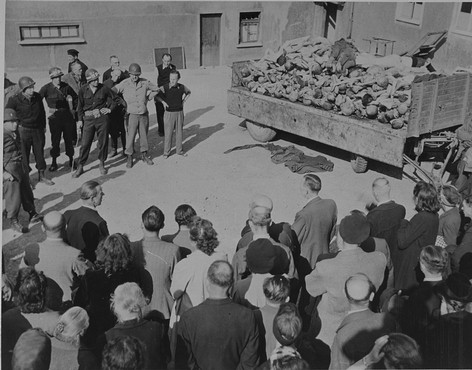
Weimarer Bürger werden nach der Befreiung mit den Zuständen im Lager konfrontiert
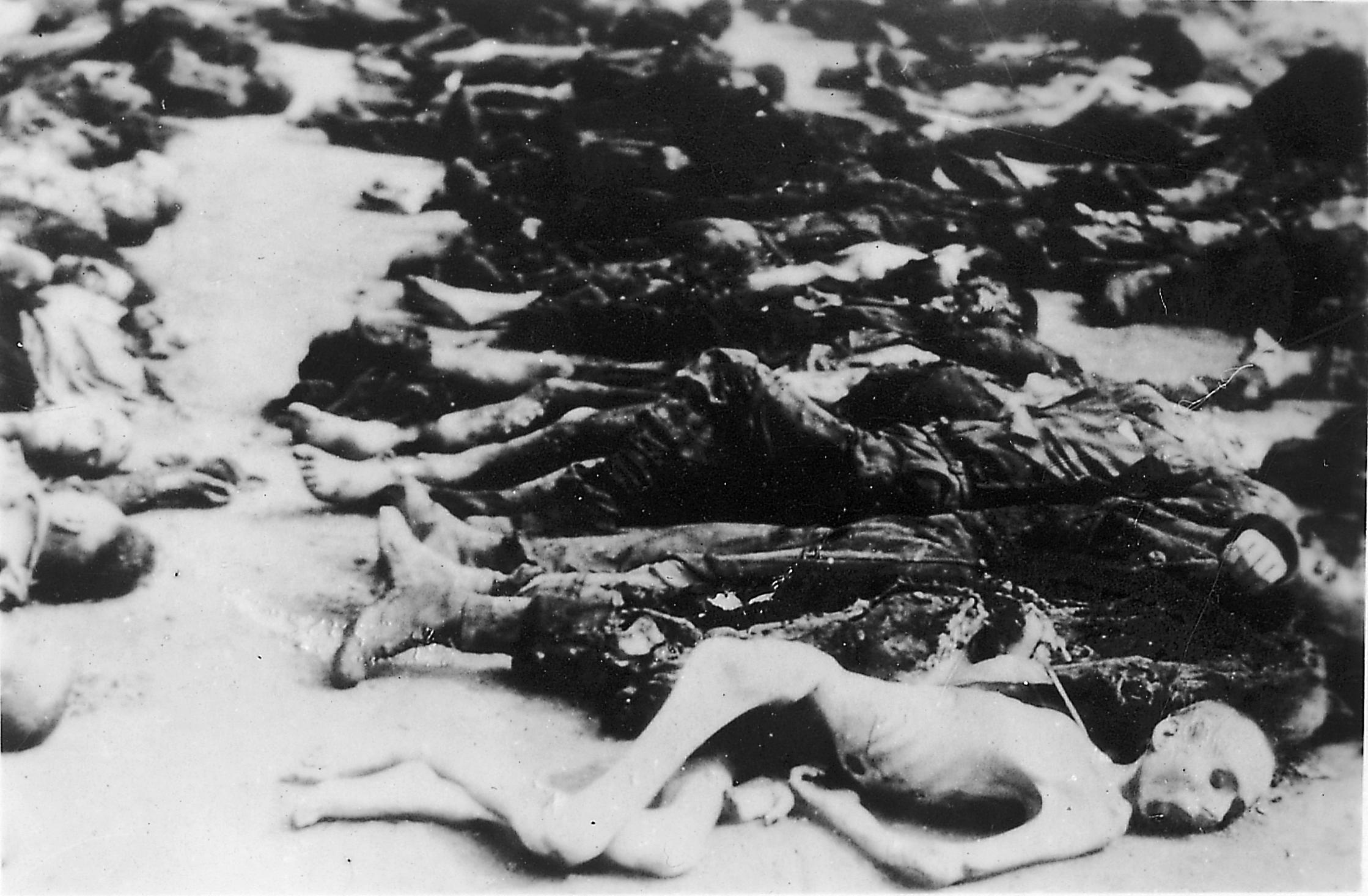
Massengrab, nach der Befreiung, 16. April 1945
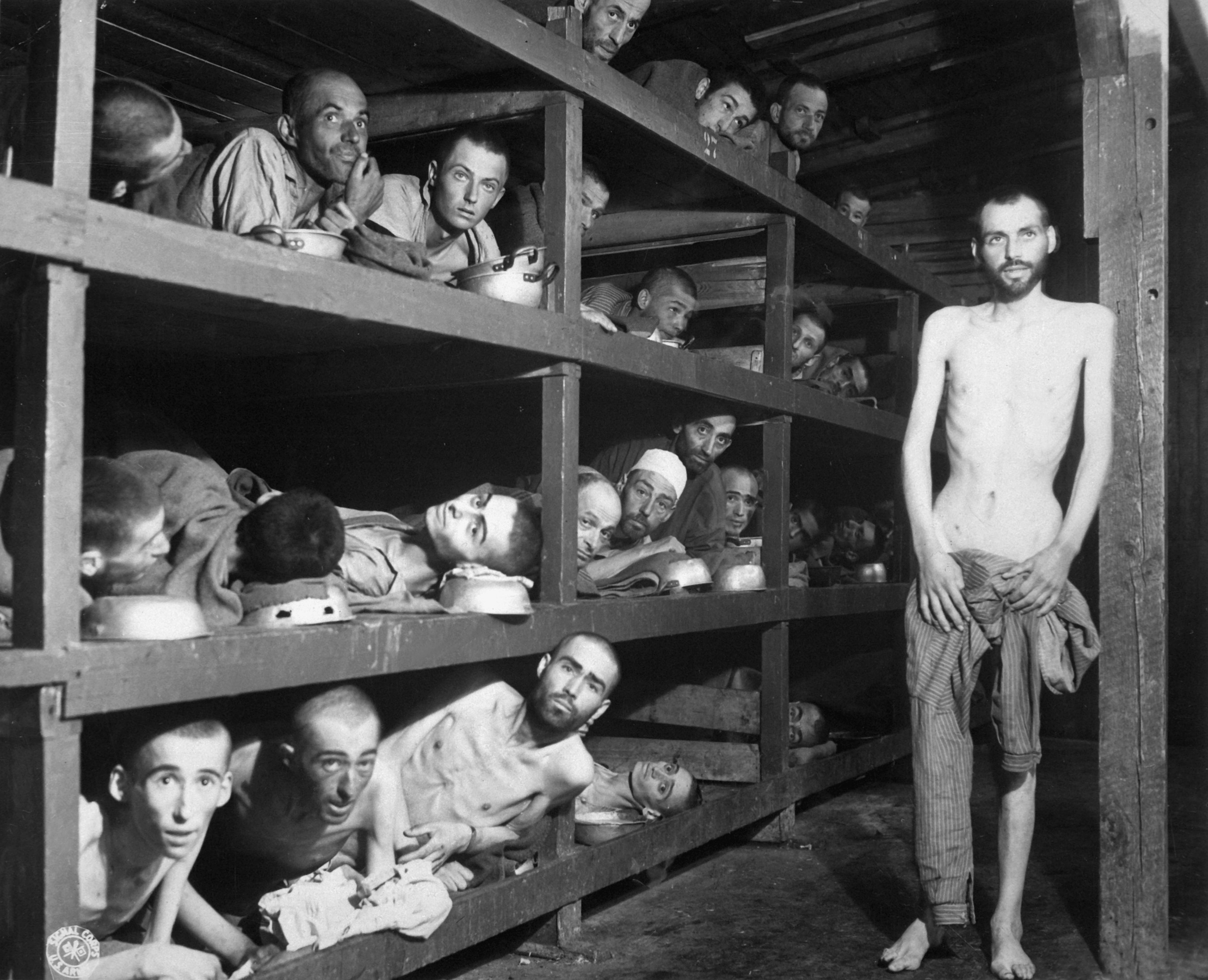
Befreite Gefangene in Baracke 56 des Kleinen Lagers, 16. April 1945
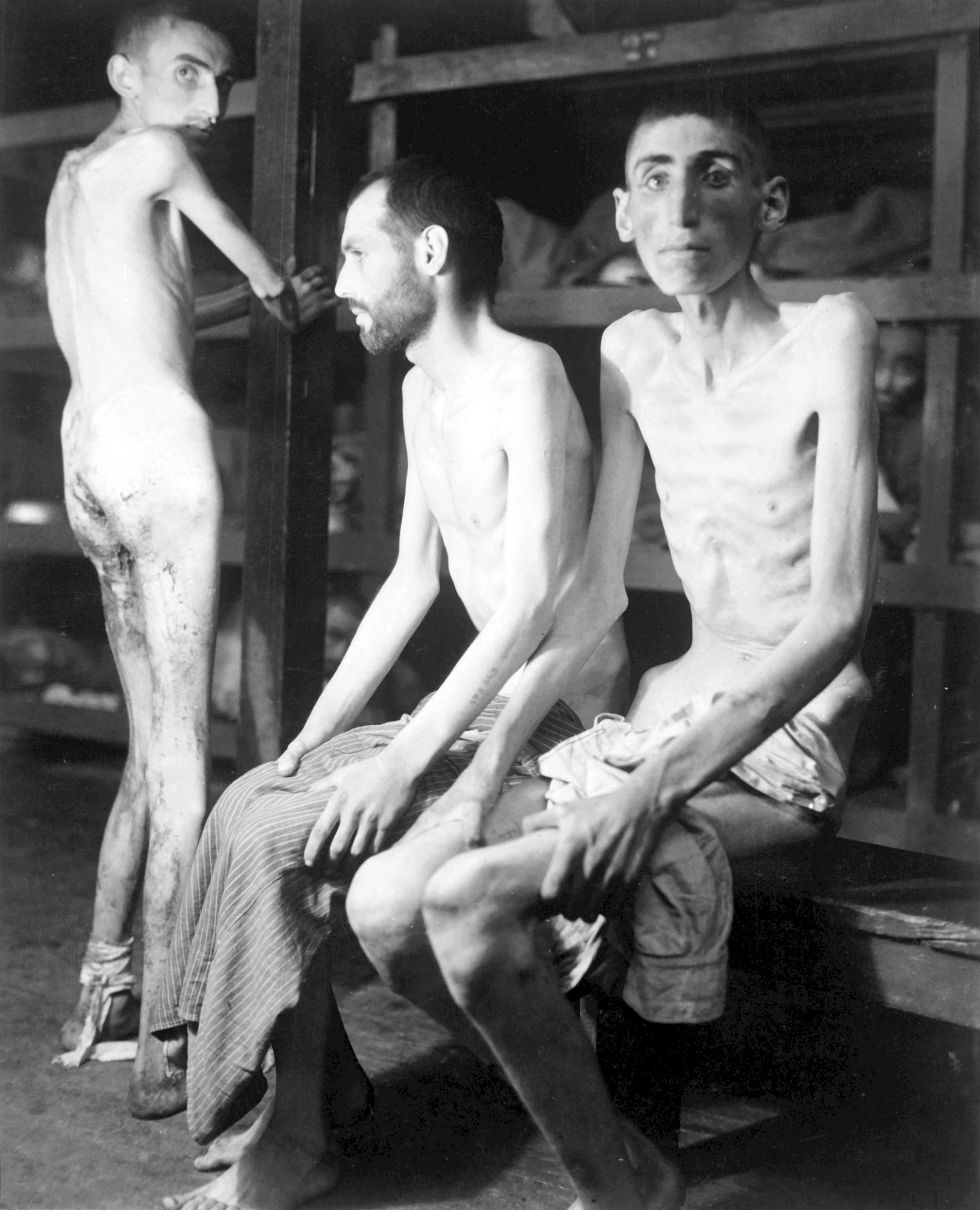
Befreite Gefangene im KZ, 16. April 1945
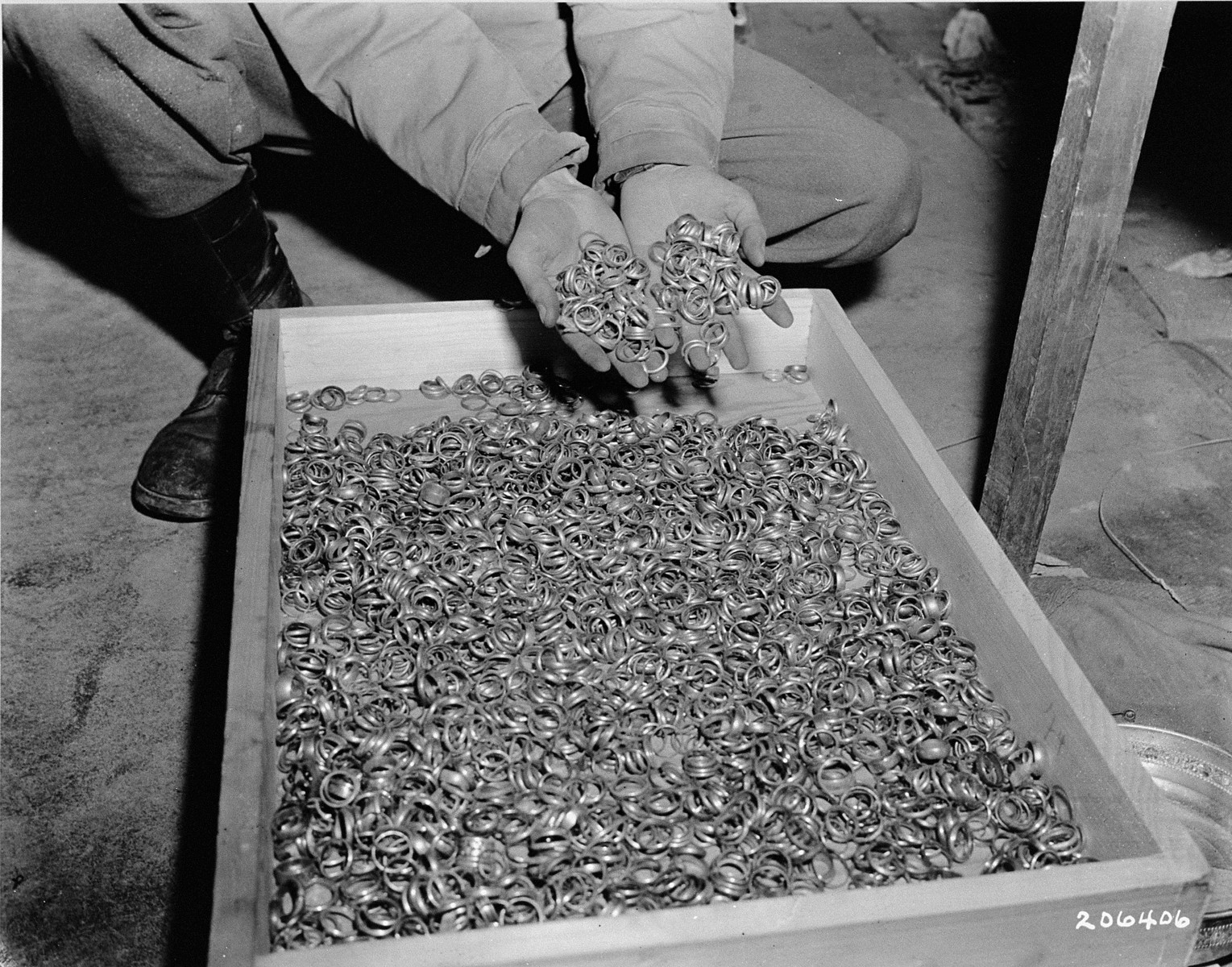
Tausende von Eheringen getöteter Häftlinge, Buchenwald, 5. Mai 1945

### 1945 bis 1950
Nach dem Abzug der US-Truppen im Juli 1945 übernahm die Sowjetische Militäradministration das Lager und nutzte es von August 1945 bis Februar 1950 unter dem Namen „Speziallager Nr. 2“ als Internierungslager.

## Widerstand

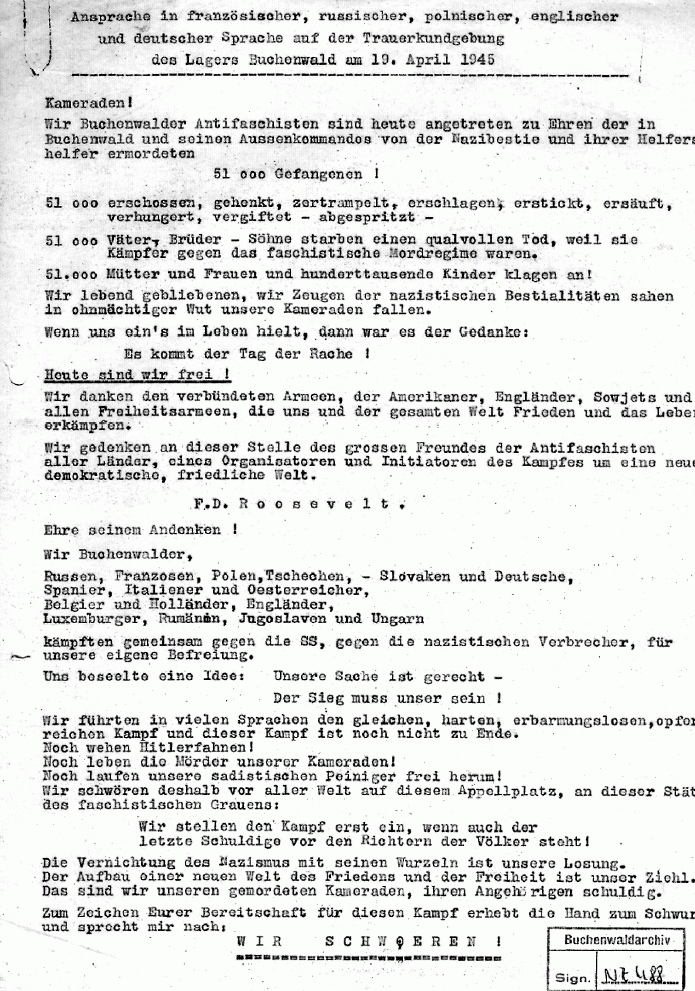
Schwur von Buchenwald

In den Konzentrationslagern übertrug die SS die interne Organisation sogenannten Funktionshäftlingen. Nach der Errichtung des Lagers wurden diese Aufgaben zunächst „kriminellen Häftlingen“ zugewiesen (vgl. Kapo). Bereits ab 1939 gelang es den „politischen Häftlingen“ schrittweise, die von der SS bis dahin bevorzugten „Kriminellen“ aus diesen Funktionen zu verdrängen. Bis zur Befreiung übernahmen politische Häftlinge wichtige Posten unter den Funktionshäftlingen. Sie konnten innerhalb der engen Grenzen des Lageralltags manches für einzelne Mithäftlinge bewirken.
In der zentralen Arbeitsstatistik wurde von der SS der Arbeitseinsatz der Häftlinge geplant. Dort erstellten dann Häftlinge in deren Auftrag Listen, welche Häftlinge in welches Außenlager kommen sollten. So konnten dort zum Beispiel gezielt zuverlässige Widerständler in das berüchtigtste Außenlager Dora-Mittelbau eingeschleust werden. Schließlich schafften es Häftlinge, dort eine Widerstandsorganisation aufzubauen, die gezielte Sabotage an den V2-Raketen verübte. Etwa 19 Prozent der fertiggestellten Raketen hatten diesbezüglich Mängel.
Im Häftlingskrankenbau konnten Häftlinge kurzfristig vor der SS versteckt werden. Das Internationale Lagerkomitee Buchenwald war ein konspiratives Organ von Häftlingen des Konzentrationslagers Buchenwald. Unter ihrer Leitung wurde auch eine Internationale Militärorganisation (IMO) gebildet. Im Konzentrationslager Buchenwald bauten Antifaschisten eine parteiübergreifende Einheitsfront auf. 1944 gelang es, ein illegales deutsches Volksfrontkomitee zu schaffen. Die illegale KPD im KZ zählte bei der Befreiung 1945 629 Mitglieder in 22 Bezirksverbänden. Hinzu kamen 111 Kandidaten und 59 Häftlinge, bei denen die Mitgliedschaft wegen Nichterfüllung der Parteipflichten nicht anerkannt wurde.
Nach der Befreiung des KZ am 11. April 1945 wurden von verschiedenen Gefangenengruppen Resolutionen und Erklärungen erarbeitet:
- das Buchenwalder Manifest von deutschsprechenden Sozialdemokraten und Sozialisten
- eine Entschließung der KP Buchenwald
- die Erklärung der internationalistischen Kommunisten Buchenwalds der Vierten Internationale[32]
- eine Erklärung des Volksfrontkomitees aus Sozialdemokraten, Kommunisten und Christen
- zahlreiche Erklärungen und Manifestationen von anderssprachigen ehemaligen Häftlingen
- der Schwur von Buchenwald des Internationalen Lagerkomitees in vielen Sprachen.

Zur Trauerkundgebung des Internationalen Lagerkomitees legten 21.000 Überlebende für die Toten von Buchenwald am 19. April 1945 den Schwur von Buchenwald ab. Darüber hinaus wurden unter anderem mit dem Entwurf von schulpolitischen Sofortmaßnahmen Planungen für ein Nachkriegsdeutschland schon während der Naziherrschaft getroffen.

## Nachkriegsprozesse

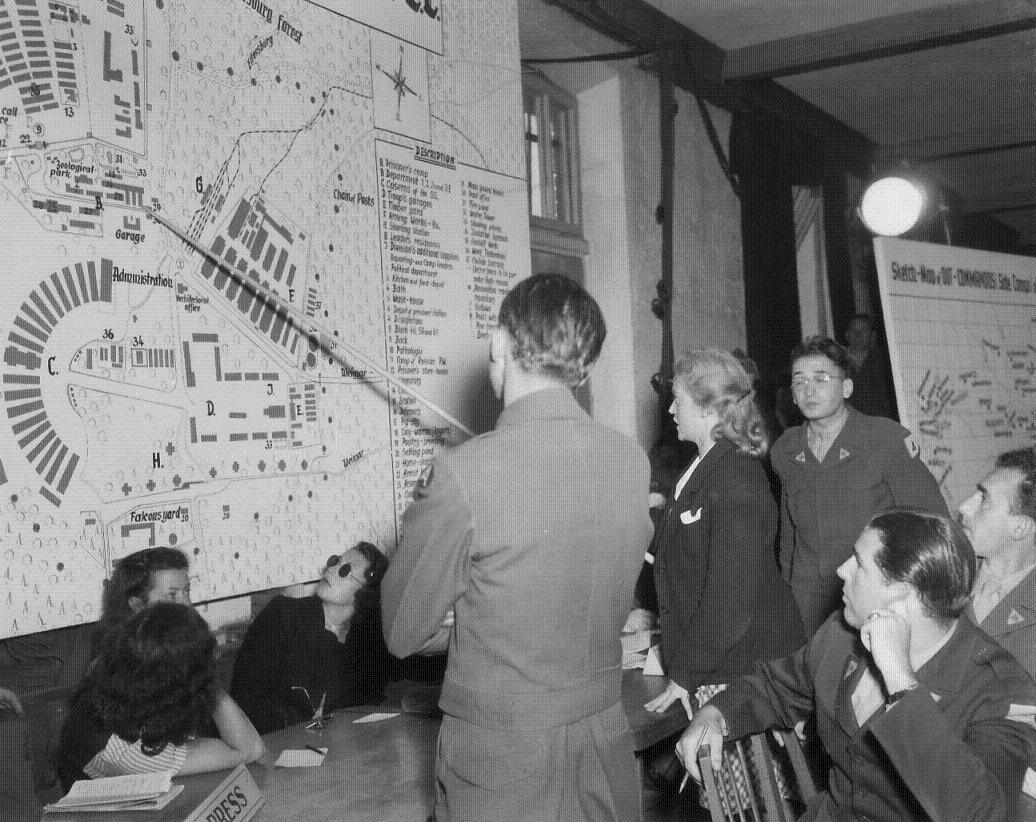
Ilse Koch (Witwe des ehemaligen Lagerkommandanten) vor dem US-Militärtribunal in Dachau

Nach der Befreiung des Lagers wurde das Kommandanturpersonal des Lagers verhaftet. Unter ihnen waren der Kommandant Pister, der Lagerarzt Hans Eisele sowie Ilse Koch. Auch Funktionshäftlinge wie der Kapo Hans Wolf wurden verhaftet. Die US-amerikanische Armee vernahm danach etwa 450 Zeugen zu den Geschehnissen im Lager und ihren Verantwortlichen. Beim Truppenabzug am 1. Juli 1945 wurden etwa 3 Tonnen angefertigte Unterlagen mitgenommen. Nach der Sichtung der Lagerunterlagen wurde der Sowjetunion ein Angebot übermittelt, dass diese die weiteren Untersuchungen vornehmen und den Buchenwaldprozess leiten sollte. Die Sowjetunion ließ dieses Angebot ungenutzt, da sie selbst befürchten musste, dass gegen sie ein Prozess angestrengt würde, da sie das Lager nach der Übernahme selbst als Speziallager Nr. 2 weiter unterhielt.
Die in Buchenwald begangenen Verbrechen wurden nun durch ein US-amerikanisches Militärgericht im Buchenwald-Hauptprozess und seinen Nebenprozessen gerichtlich verfolgt. Die an den medizinischen Versuchen beteiligten Ärzte wurden im Nürnberger Ärzteprozess (1946/1947) angeklagt. Angeklagte waren unter anderem der Abteilungsleiter für Tropenmedizin am Robert-Koch-Institut in Berlin, Gerhard Rose, für die Fleckfieberversuche an Sinti und Roma in Buchenwald und der SS-Hauptsturmführer Waldemar Hoven, Standortarzt des KZ Buchenwald. Bekanntheit erlangte auch der Lagerarzt Hans Eisele, der in den Dachauer Prozessen verurteilt wurde.
Dokumentiert sind die Experimente in Buchenwald im Stationstagebuch von SS-Hauptsturmführer Erwin Ding-Schuler, in Aussagen von europäischen Medizinern, die im Konzentrationslager inhaftiert waren, sowie durch Berichte von ehemaligen Häftlingen wie dem österreichischen Soziologen und Philosophen Eugen Kogon, der 1946 unter dem Titel Der SS-Staat über das Leben in Buchenwald berichtete.
Die Staatsanwaltschaft Erfurt teilte am 31. Januar 2018 mit, man habe Ermittlungen gegen fünf ehemalige Wachleute von Buchenwald wegen Beihilfe zum Mord aufgenommen, die zu diesem Zeitpunkt zwischen 92 und 96 Jahre alt seien. Sie lebten in Thüringen, Berlin, Baden-Württemberg, Bayern und dem Rheinland.
Von den ursprünglich zehn im Jahre 2017 Verdächtigen lebten 2019 noch sieben. Ein weiteres Verfahren in Thüringen gegen einen inzwischen verstorbenen Wachmann des Vernichtungslagers Auschwitz hatte die Staatsanwaltschaft Gera an die bayerische Justiz abgegeben.
Am 8. November 2019 wurde bekannt, die Erfurter Staatsanwaltschaft ermittele noch gegen sechs ehemalige Wachleute des Konzentrationslagers Buchenwald. Der Vorwurf laute Beihilfe zum Mord. Einer der Männer lebe nach Auskunft der Staatsanwaltschaft in Erfurt, vier in anderen Bundesländern und einer in den USA. Insgesamt habe die Zentrale Stelle zur Aufklärung von NS-Verbrechen in Ludwigsburg in der jüngsten Zeit elf Fälle der Erfurter Staatsanwaltschaft übergeben. Vier der Beschuldigten seien in der Zwischenzeit verstorben, in einem Fall sei das Ermittlungsverfahren wegen Verhandlungsunfähigkeit eingestellt worden.
Die Ermittlungen seien schwierig, und die Vernehmungen der Beschuldigten „herausfordernd und langwierig“, keiner von ihnen sei unter 95 Jahre alt. In vier Fällen gehe die Erfurter Staatsanwaltschaft von einer Einstellung der Verfahren aus, weil die Beweislage nicht ausreiche.

## Gedenkstätten, Mahnmale und Ausstellungen

### Geschichte

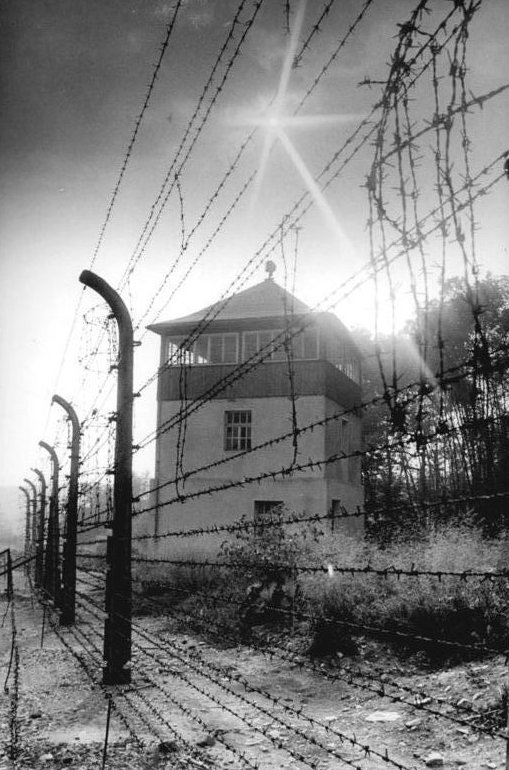
Gedenkstätte Buchenwald, 1983

Am 22. April 1949 beschloss das Kleine Sekretariat – das spätere Sekretariat des Zentralkomitees der SED – unter der Leitung von Walter Ulbricht die Sprengung des Bismarckturms auf dem Ettersberg, der von den Politfunktionären für die geplante Gedenkstätte des Konzentrationslagers Buchenwald als störend empfunden wurde. Am 11. Mai 1949 wurde der Turm gesprengt.
Im Juli 1949 empfahl die Informationsabteilung der Sowjetischen Militäradministration der Vereinigung der Verfolgten des Naziregimes (VVN), im Lager Buchenwald ein Nationalmuseum einzurichten.
Die VVN entwarf ein „Widerstandsmuseum großen Ausmaßes“. Die ehemaligen Baracken sollten dabei von verschiedenen Nationen für eigene Ausstellungen genutzt werden. Der Entwurf scheiterte aber an den Plänen des SED-Politbüros.
Der Plan sah eine Thälmann-Gedenkstätte vor. Darüber hinaus beschloss das ZK der SED am 9. Oktober 1950, das gesamte Lager mit all seinen Baracken abzureißen. Nur das Krematorium – als Todesort von Ernst Thälmann –, das Torgebäude und der West- sowie der Ostturm sollten erhalten werden. Später wurde außerdem die Aufforstung des Geländes beschlossen.
Der vorgesehene Abriss des Lagers folgte einem bestimmten Interpretationskonzept der Geschichte des KZ Buchenwald. Robert Siewert rechtfertigte 1952 den Abriss: „Das Wesen des Konzentrationslagers Buchenwald verkörpert sich nicht in den Baracken oder den massiven Blocks […] Das Wesen war die tiefe Kameradschaft, die gegenseitige Hilfe, verbunden und gestählt durch den Kampf gegen den faschistischen Terror, der organisierte Widerstand und der tiefe Glaube an den Sieg unserer gerechten Sache!“

Die endgültige Gestaltung des erhaltenen Teils des Häftlingslagergeländes folgte dem Leitmotiv „durch Sterben und Kämpfen zum Sieg“. Der Aufforstungsbeschluss wurde aufgegeben. Mehr als die Hälfte des Geländes wurde aber der Natur überlassen. An den Standorten einiger ehemaliger Blocks wurden Bruchsteinfelder angelegt, welche die Umrisse markieren. Die Teilung des Areals „sollte einerseits der Eindruck menschenfeindlicher Öde und Unwirtlichkeit hervorgerufen, wie andererseits ‚bewusste[s] Zerschlagen des faschistischen Grauens‘ unter der Führung der Gefolgsmänner Ernst Thälmanns zum Ausdruck gebracht werden“.

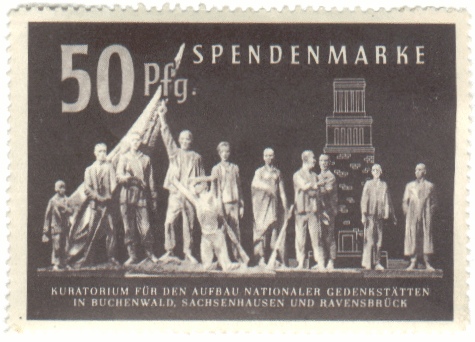
Spendenmarke der DDR zum Aufbau der KZ-Gedenkstätte

In den 1950er-Jahren wurden auf dem Gelände viele Informationstafeln angebracht. Auf diesen wurde die Geschichte des KZ Buchenwald auf die Darstellung des kommunistischen Widerstandes und der internationalen Solidarität unter Führung der KPD-Mitglieder reduziert.
Nach mehrjährigen Planungen, an denen unter anderem Ludwig Deiters mitwirkte, und dem Aufbau wurde am 14. September 1958 die Nationale Mahn- und Gedenkstätte Buchenwald eingeweiht. Mit dieser sollte der Selbstbefreiung der Häftlinge und der DDR als befreiten Teil Deutschlands gedacht werden. „Der Identifikation mit der DDR und dem Ostblock sollte die Ablehnung Westdeutschlands und der westlichen Allianz als potentiellen Nachfolgern des SS-Staates entsprechen. Gedenken bedeutete weniger Auseinandersetzung mit der nationalsozialistischen Vergangenheit als vielmehr Selbstverpflichtung auf den SED-Staat.“
Als Mitte der 1980er-Jahre die Gedenkstätte immer weniger Jugendliche erreichte, wurden eine Jugendbegegnungsstätte, eine Geschichtswerkstatt und eine Jugendherberge in einer der SS-Kasernen eingerichtet. In der Vorbereitung zu einer Neufassung der Ausstellung wurden neue Themen wie das Schicksal jüdischer Häftlinge, Homosexueller oder Sinti und Roma angesprochen. Diese Neubewertung fand aber nur in Fachgesprächen statt und wurde kaum umgesetzt. Auch die Existenz des sowjetischen Speziallagers Nr. 2 wurde nicht thematisiert. Die zu Tode gekommenen Häftlinge des Speziallagers und deren Gräber in unmittelbarer Nähe der Gedenkstätte wurden verschwiegen.

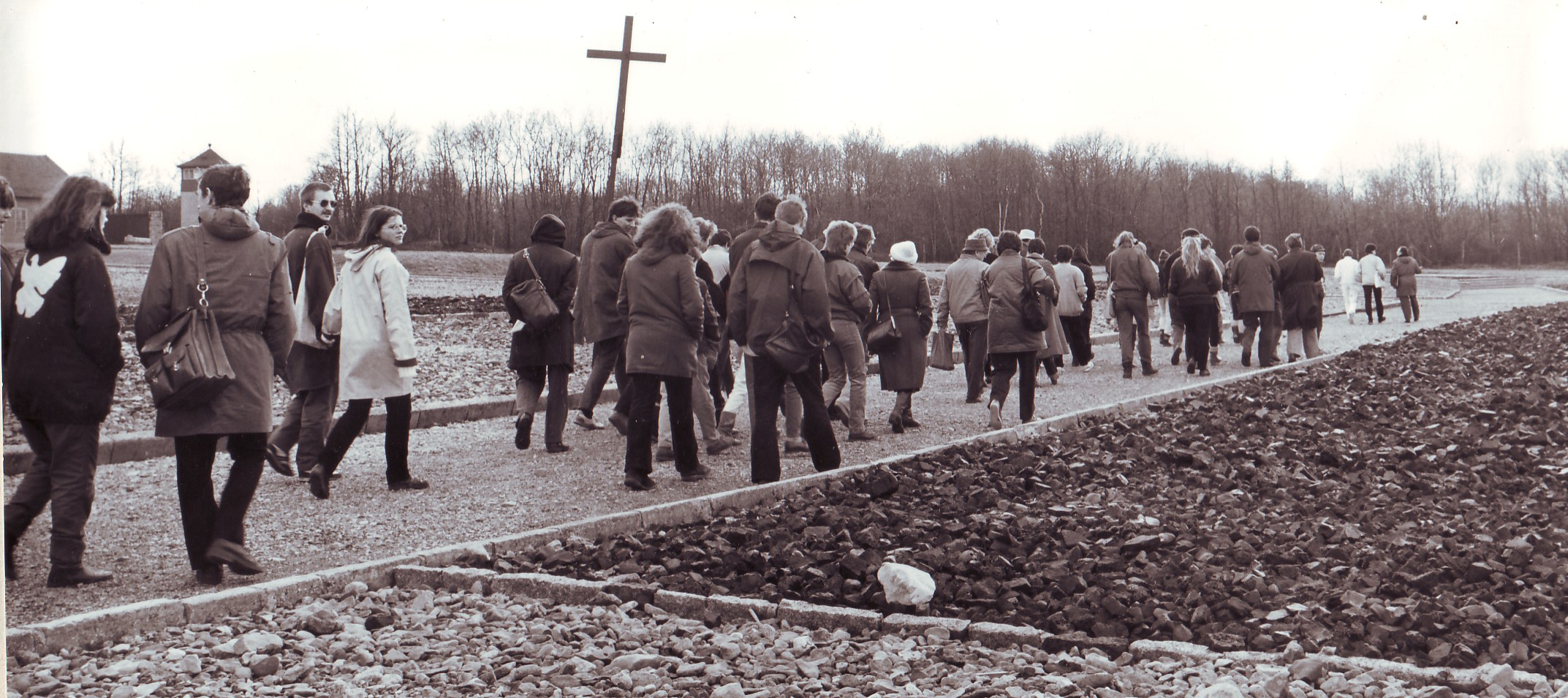
Kreuzweg der CFK Thüringen April 1987

Andererseits begannen christliche und kirchliche Gruppen das Gedenkstättenareal für sozial- bzw. friedenspädagogische Arbeit zu nutzen. Die Arbeitsgruppe Thüringen der Christlichen Friedenskonferenz (CFK) lud seit 1982, zum Teil zusammen mit der Evangelischen Martinigemeinde Erfurt, zu einem sogenannten „Kreuzweg für den Frieden“ ein, bei dem einzelne Opfergruppen des Lagers thematisiert wurden und in den Zusammenhang  gegenwärtiger Suche nach Frieden und Völkerverständigung gestellt wurden, beispielsweise durch den Gedenkstein an die „Aktionsjuden“ von 1938 sowie weiteren Erinnerungsstätten für Häftlinge verschiedener Nationen. Im „Bunker“ wurde an das Schicksal der Pfarrer Paul Schneider und Otto Neururer erinnert sowie am Krematorium an die dort ermordeten Häftlinge einschließlich des KPD-Vorsitzenden Ernst Thälmann. Diese Kreuzwege fanden teilweise mehrmals jährlich eineinhalb Jahrzehnte hindurch statt. Auch die evangelisch-lutherische Kirchgemeinde Weimar und später die Landeskirche luden zu Gedenkgottesdiensten für den christlichen Märtyrer Paul Schneider ein.
Nach der Deutschen Wiedervereinigung präsentierte im September 1991 eine durch das Thüringer Wissenschaftsministerium eingesetzte Historiker-Kommission Leitlinien für eine Neukonzeption der Gedenkstätte, mit Schwerpunkt auf dem Gedenken an das Konzentrationslager. Daneben sollte, unter räumlicher Trennung, nun auch an das sowjetische Speziallager Nr. 2 erinnert werden. Die Dauerausstellung sollte nach neuem Forschungsstand konzipiert und gestaltet werden. Darüber hinaus empfahl die Kommission die Geschichte der Nationalen Mahn- und Gedenkstätte Buchenwald in der DDR in einer Dokumentation zu veranschaulichen und den Namen in Gedenkstätte Buchenwald zu ändern. Seit 2000 ist die Stiftung Gedenkstätten Buchenwald und Mittelbau-Dora Mitglied im Arbeitskreis selbständiger Kultur-Institute. Am 5. Juni 2009 besuchte Bundeskanzlerin Angela Merkel zusammen mit den beiden Friedensnobelpreisträgern, dem US-Präsidenten Barack Obama wie dem Shoa-Überlebenden Elie Wiesel, zusammen das ehemalige Konzentrationslager.
Nach Angaben der Gedenkstättenleitung ist seit dem Jahr 2022 ein rasanter Anstieg rechtsgerichteter Vorfälle zu beobachten.

### Ausstellungen
Im Rahmen der Gestaltung der Gedenkstätte Buchenwald wurde 1995 die Dauerausstellung „Konzentrationslager Buchenwald 1937–1945“ im größten Gebäude des „Schutzhaftlagers“, der Effektenkammer, eröffnet. Die Effektenkammer diente zur Aufbewahrung aller beweglichen Dinge und erfüllte somit die Funktion eines Magazins. Diese Tatsache floss bei der Gestaltung der Ausstellung mit ein. In stählernen Schränken und Regalen werden Fundstücke, Bilder, Dokumente und Biografien von Opfern und Tätern ausgestellt.
Gegenüber dem Gräberfeld des Speziallagers wurde ein neues Gebäude errichtet. Dort öffnete 1997 die Ausstellung „Sowjetisches Speziallager Nr. 2 1945–1950“ und zeigt Fotos, Erinnerungsberichte und Fundstücke zum Thema. Die Ausstellungskonzeption hatte sich von Beginn an mit der Problematik zu beschäftigen, dass „sich unter den Insassen des Speziallager Nr. 2 zahlreiche NS-Aktivisten befanden“.
1998 wurde die Kunstausstellung „Überlebensmittel – Zeugnis – Kunstwerk – Bildgedächtnis“ im ehemaligen Desinfektionsgebäude eröffnet. Hier werden künstlerische Arbeiten ausgestellt, die von ehemaligen Häftlingen bis 1945 oder von Überlebenden angefertigt wurden.
Die historische Entwicklung der Gedenkstätte und die Erinnerungsbildung nach 1945 ist Thema der 1999 eröffneten Ausstellung „Geschichte der Gedenkstätte Buchenwald“ innerhalb eines Gebäudes in der Nähe des Mahnmals.
Neben diesen ständigen Ausstellungen werden regelmäßig unterschiedliche Wanderausstellungen gezeigt.
Neben der Kritik an der Ausstellung zum Speziallager Nr. 2 gibt es zudem kritische Betrachtungen zu Häftlingsbordellen im Konzentrationslager. Dabei wird kritisiert, dass bis heute keine offiziellen Hinweise auf Lagerplänen oder in Ausstellungen für die Existenz solcher Bordelle gegeben werden.

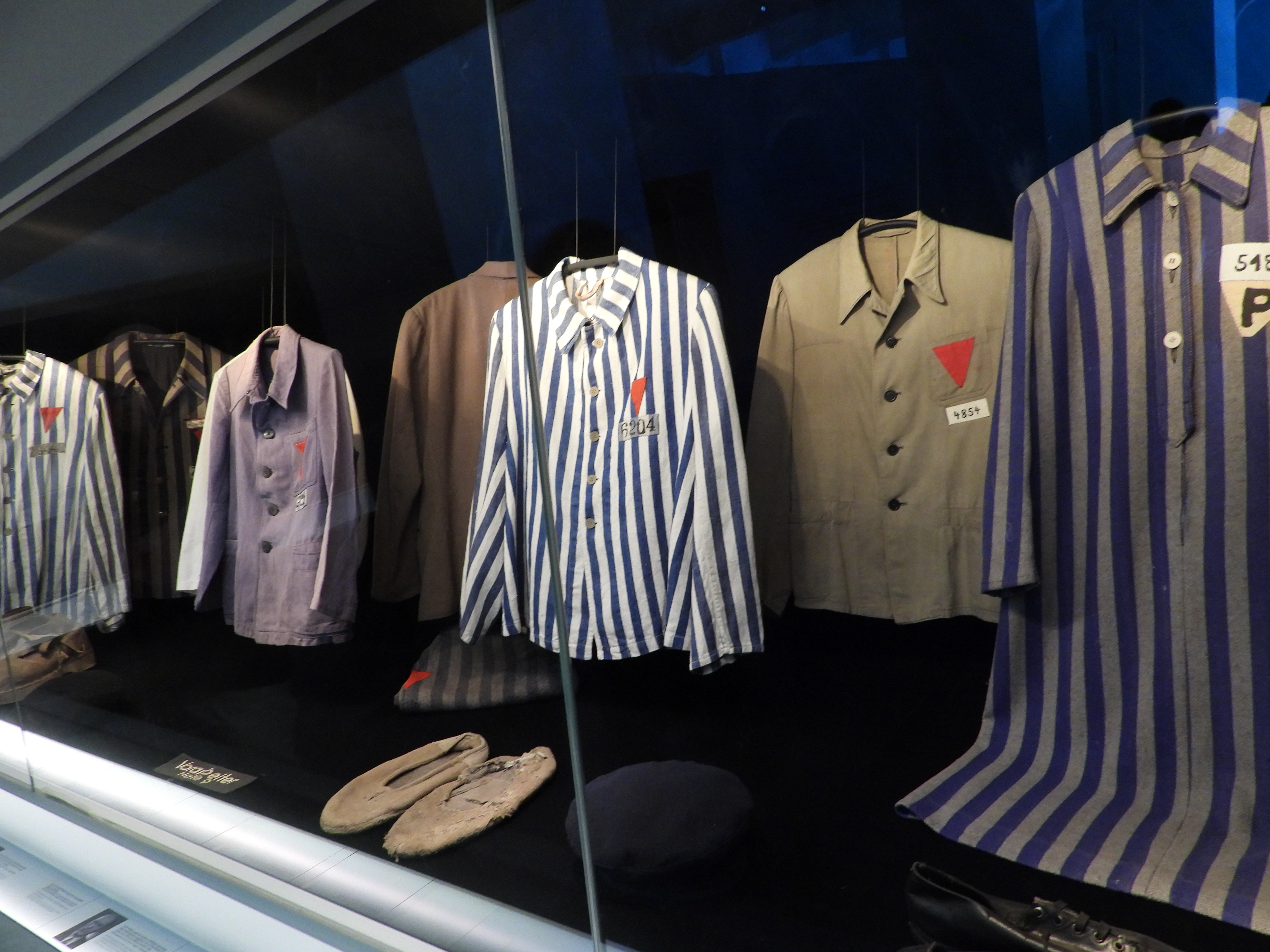
Häftlingskleidung des Lagers in der Dauerausstellung
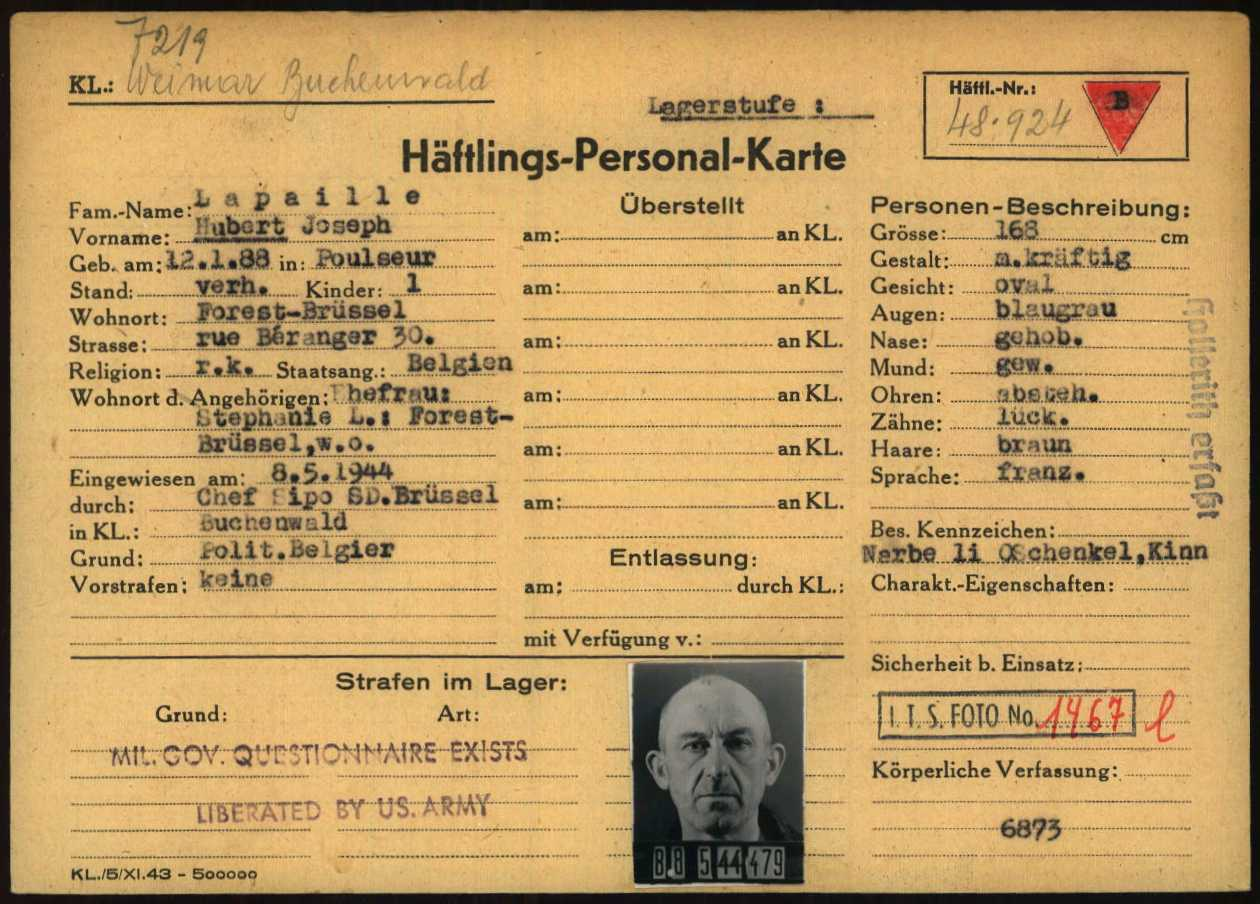
Häftlings-Personal-Karte von Hubert Lapaille
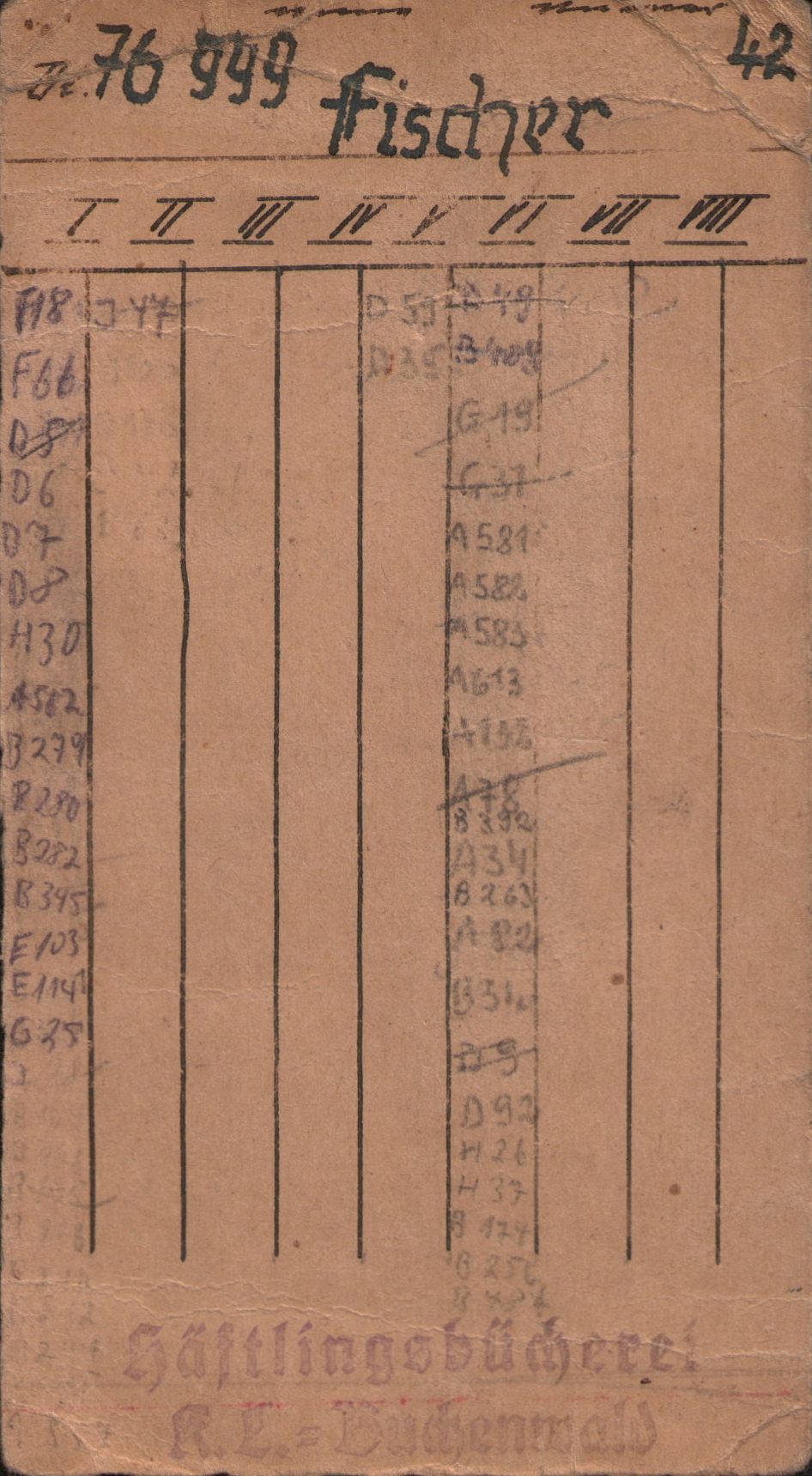
Entlehnkarte der Häftlingsbücherei von Karl Fischer
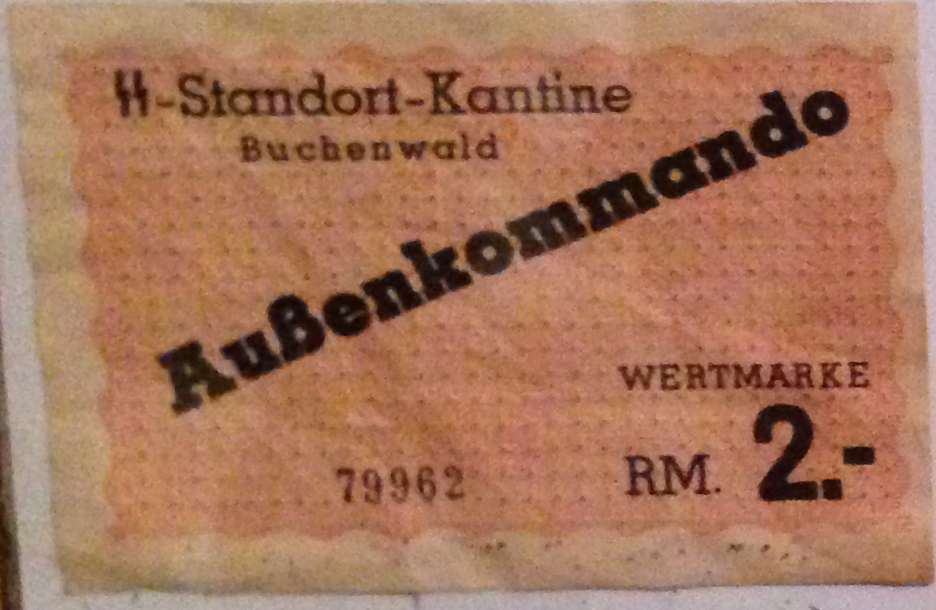
SS-Wertmarke für die Kantine

### Menschliche Überreste
Bereits 1940 wurde im KZ Buchenwald eine pathologische Abteilung eingerichtet, die Präparate für die SS-ärztliche Akademie in Graz herstellte und dem jeweiligen SS-Lagerarzt unterstand. Ab 1939 arbeitete bereits Erich Wagner in Buchenwald, der über „Ein Beitrag zur Tätowierungsfrage“ promoviert wurde. Ab 1941 begann unter Hans Müller die Ablösung, Gerbung und Verarbeitung tätowierter Haut von Häftlingsleichnamen, die anschließend zu Alltagsgegenständen wie Taschenmesser-Etuis und Lampenschirmen verarbeitet wurden.

„Müller war es, der den Auftrag gab, Tätowierungen von den Körpern verstorbener Häftlinge abzulösen und Lampenschirme aus dieser Haut herzustellen. Er berief sich bei der Übermittlung dieses Auftrags an mich auf einen Befehl aus Berlin. Wiederholt wurden Hunderte von Stücken tätowierter Haut, auf verschiedene Art gegerbt, an den Chef des Amtes D III des Wirtschafts- und Verwaltungsapparates in Berlin, Obersturmführer Lolling, überführt. […] Müller gab über mich an Stöckel und Werner Bach den Auftrag, aus dieser gegerbten Haut Taschenmesseretuis und andere Gegenstände herzustellen.“

Waldemar Hoven unterband 1942 als Standortarzt nach dem Weggang Müllers schließlich die Produktion von Alltagsgegenständen als Trophäen. Die Herstellung von „Studienpräparaten“ wurde allerdings fortgeführt, was durch die Anforderung von 142 Tätowierungen durch Enno Lolling an Gerhard Schiedlausky belegt ist.
In der Sammlung des KZ Buchenwald existieren verschiedene Objekte, die allerdings aus ethischen Gründen nicht öffentlich ausgestellt werden:
- hautähnliches Material mit der Tätowierung „Männliche Figur in aufrechtstehender Haltung mit Hut und Umhang“ (Präparat I)[47]
- hautähnliches Material mit der Tätowierung „Männliche Figur in gebeugter Haltung mit Hut und Umhang“ (Präparat II)[47]
- hautähnliches Material mit der Tätowierung „Leuchtturm“ (Präparat III)[47]
- Lampenschirm (Präparat IV)[48]
- ein Etui für ein Taschenmesser[49]
- ein kleines Stück menschlicher Haut, das vom Rand eines tätowierten Hautstückes abgeschnitten wurde[49]
- das Stück eines Lampenschirms[50]
- ein durchschossenes Herz[51]

Für die Präparate I und II kam das Institut für Gerichtliche Medizin der Medizinischen Akademie Erfurt zu dem Ergebnis, dass es sich eindeutig um menschliche Haut handle, wohingegen es sich bei Präparat III „wahrscheinlich nicht um menschliches Gewebe, möglicherweise um ein altes Spaltpräparat von Schweinehaut“ handele. Diese These wurde 2004 aufgrund neuer Indizien verworfen und das Präparat III auch als aus der Buchenwalder Pathologie stammend eingeordnet. Ein Gutachten aus dem Jahr 1992 attestiert dem Präparat III (kleiner Lampenschirm), dass es sich möglicherweise um Kunststoff oder ähnliches handle. Ein 2023 in Auftrag gegebenes Gutachten durch Mark Benecke kam allerdings zu dem Schluss, dass es sich „sicher um menschliche Haut“ handelt. Das Taschenmesser-Etui und das Hautstück wurden 1945 durch Kurt Sitte einem Mitglied des britischen Unterhauses übergeben und durch Bernard Spilsbury als menschliche Haut bewertet. Ein Gutachten für das Taschenmesser-Etui, das Hautstück und das Stück eines Lampenschirms wurde 2024 in Auftrag gegeben und steht noch aus. Das durchschossene Herz, das dem Häftling Jiří Hořejší (1920–1942) zugesprochen wird, wurde durch das Phyletische Museum in Jena im September 1979 untersucht. In der Folge kam man zu dem Schluss, dass es sich „unmöglich um das Herz eines Häftlings handeln kann“. Ein 2023 in Auftrag gegebenes forensisches Gutachten kam zu dem Ergebnis, dass keinerlei nachweisbare DNA mehr enthalten sei und daher die Möglichkeit besteht, „dass es sich sowohl um ein Menschen- als auch ein Schweineherz handeln könnte“. Ein abschließendes Untersuchungsergebnis steht noch aus.

### Mahnmal und Glockenturm
Das Mahnmal wurde in der Zeit von 1954 bis 1958 gebaut. Der Konzeption liegt das Motto „Durch Sterben und Kämpfen zum Sieg“ zugrunde. Der Besucher soll dabei weg vom Tod ins Leben gewiesen werden. Die gesamte monumentale Anlage ist in der Form dem Sozialistischen Realismus zuzuordnen. Vom Eingangstor führt eine Treppe hangabwärts. Die Treppe wird von sieben Stelen flankiert, die symbolisch für die sieben Existenzjahre des Konzentrationslagers stehen. Die Stelen wurden von den Bildhauern René Graetz, Waldemar Grzimek und Hans Kies entworfen und erstellt. Auf der Rückseite der Stelen stehen Texte von Johannes R. Becher. Am Ende der Treppe befinden sich Grabtrichter. In diesen Erdsenken ließ die SS kurz vor der Befreiung des Konzentrationslagers 1945 etwa 3000 Tote verscharren. Von den Grabtrichtern wurden drei in Form von Ringgräbern zum Bestandteil der Gedenkstätte.
Die Ringgräber sind durch Die Straße der Nationen verbunden. Die Straße der Nationen ist von gemauerten Pylonen mit den Namen von 18 Nationen flankiert, deren Angehörige im KZ Buchenwald inhaftiert waren. Nach oben bilden geschmiedete Feuerschalen den Abschluss der Pylonen. Die Symbolik greift den am 19. April 1945 durch Überlebende auf dem ehemaligen Appellplatz errichteten Obelisken mit einer hölzernen Feuerschale und eingeritzter, mahnender Gravur auf.
Eine breite gepflasterte Treppe führt zum Glockenturm Turm der Freiheit. Im Inneren des Turmes befindet sich eine Bronzeplatte, unter der Erde und Asche aus anderen Konzentrationslagern liegen. Die Buchenwald-Glocke im Turmaufsatz stammt von Franz Schilling, künstlerisch gestaltet wurde sie von Waldemar Grzimek. Die Bekrönung des Turmes ist ein Werk der Schmiedekunst und wurde von Fritz Kühn gestaltet. Vor dem Glockenturm steht eine von Fritz Cremer in Zusammenarbeit mit Bertolt Brecht entworfene Figurengruppe zu Ehren des Widerstandskampfes im Lager. Sie wurde 1957–1958 in der Kunstgießerei Lauchhammer in Bronze gegossen und von 2002 bis 2005 restauriert. In ihrer Konzeption orientiert sich die Figurengruppe unmittelbar an „Die Bürger von Calais“ von Auguste Rodin (1884/85). Es ist das erste deutsche Denkmal für die Opfer des Faschismus.

### Denkmale und Erinnerungsstätten
Neben den Ausstellungen und dem Mahnmal mit Glockenturm gibt es im ehemaligen Konzentrationslager weitere Denkmale, Gedenksteine und Erinnerungsstätten.
Bei der ersten Gedenkfeier am 19. April 1945, wenige Tage nach der Befreiung am 11. April 1945, errichteten einige Überlebende auf dem Appellplatz einen Obelisken aus Holz mit einer hölzernen symbolischen Feuerschale darauf. In dieses Denkmal ritzten sie die Zeichen „K.L.B“, die Zahl 51.000 und einen Kranz ein. Der Obelisk sollte an die Geschehnisse erinnern, die den Häftlingen widerfahren sind. Der Obelisk existiert heute nicht mehr. 1995 wurde das DENKMAL AN EIN DENKMAL von den Künstlern Horst Hoheisel und Andreas Knitz erstellt. Es ist eine Metallplatte, in die im Mittelteil in alphabetischer Reihenfolge die Namen von über 50 Nationen eingraviert sind. Die gesamte Platte ist das ganze Jahr über auf 37 °C beheizt und strahlt Wärme an diesem Ort der menschlichen Kälte aus.

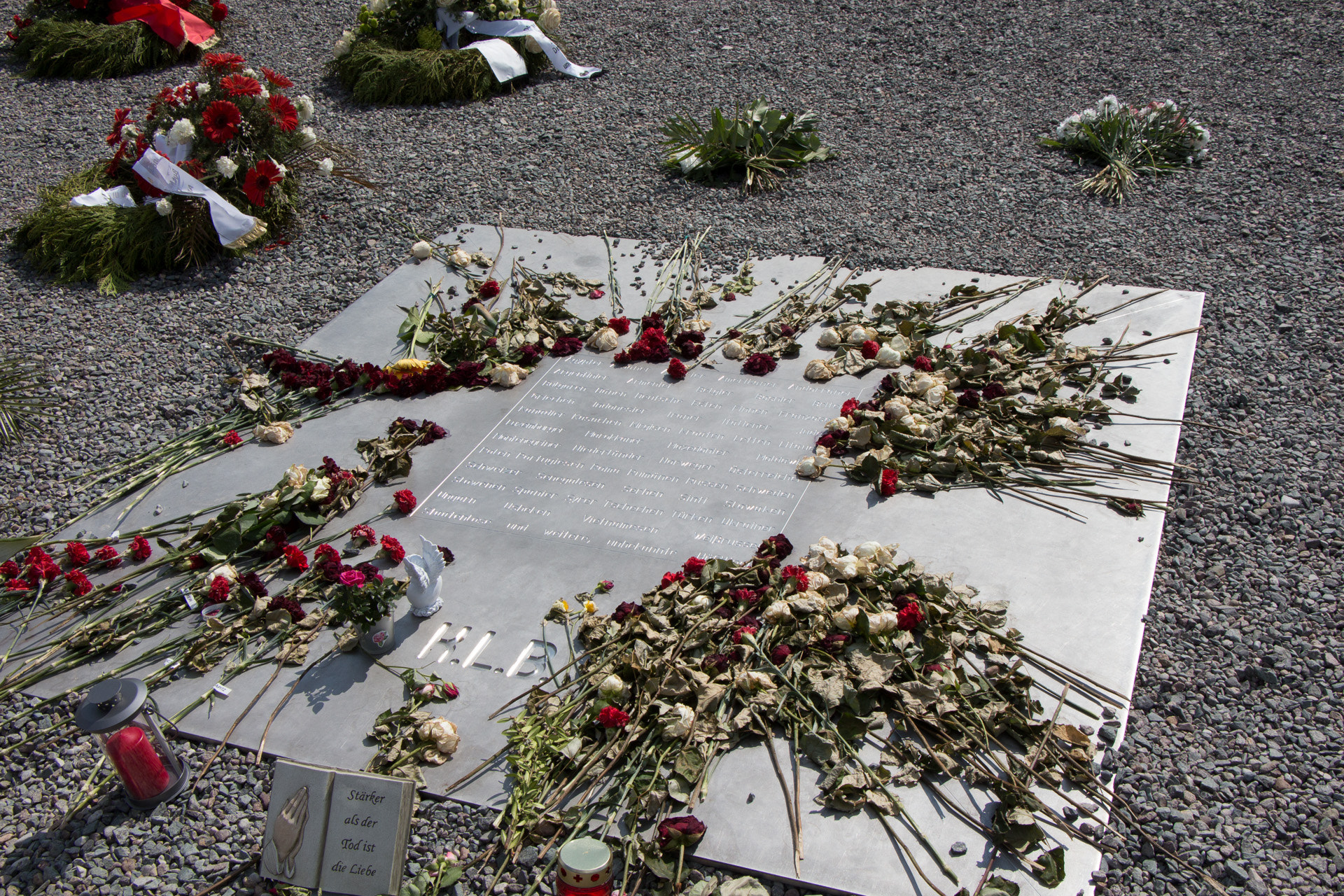
„Warmes Mahnmal“ – Gedenktafel auf dem Appellplatz, die ganzjährig beheizt wird.

Dort, wo der jüdische Block 22 stand, wurde am 9. November 1993 das „Jüdische Mahnmal“ geweiht. Es ist aus Steinen des Buchenwalder Steinbruchs erbaut und trägt den Psalm 78,6  in deutscher, englischer und hebräischer Übersetzung als Inschrift.

„Auf daß erkenne das künftige Geschlecht, die Kinder, die geboren werden, daß sie aufstehen und erzählen ihren Kindern.“

Im Rahmen des Kulturprogramms Weimars als Kulturhauptstadt Europas 1999 wurde in Zusammenarbeit mit der Gedenkstätte Buchenwald ein 1734 angelegter, im Laufe der Zeit überwucherter Jagdstern freigelegt, der Schloss und Park Ettersburg am Fuße des Ettersbergs mit dem späteren KZ-Areal am Nordhang verband. Dieser „Zeitschneise“ genannte, seit 1999 wieder begehbare Verbindungsweg zwischen dem Schloss als einem Ort der humanistischen Geisteshaltung der Weimarer Klassik und dem KZ-Areal sollte laut Programmkonzeption (Walther Grunwald) „die unheimliche Nähe zwischen moderner Barbarei und klassischer Kultur“ kenntlich machen.
Ein Teil der alten Bahnstrecke wurde seit 2007 durch den „Gedenkweg Buchenwaldbahn“ wieder sichtbar. Dieser beginnt kurz nach der „Blutstraße“ und endet an der Verladerampe des Konzentrationslagers, neben den ehemaligen Gustloff-Werken. Er hat eine Länge von 3,3 Kilometern.
Die Widerstandskämpfer Dietrich Bonhoeffer, Friedrich von Rabenau und Ludwig Gehre wurden in einem SS-Arrestkeller in der Nähe des Steinbruchs von Anfang 1945 gefangengehalten und anschließend in Flossenbürg ermordet. 1999 entstand deshalb im freigelegten Keller die Erinnerungsstätte für Dietrich Bonhoeffer, Friedrich von Rabenau und Ludwig Gehre.
Im Bereich des kleinen Lagers wurde mit Spenden aus den USA und Deutschland das Denkmal „Kleines Lager“ errichtet. Es entstand zwischen 2001 und 2002. Der Entwurf geht auf den New Yorker Architekten Stephen Jacobs zurück, der als Kind mit seinem Vater und Bruder zu Beginn des Jahres 1945 von Auschwitz nach Buchenwald in das kleine Lager verlegt wurde.
Der Gedenkstein erinnert an das jüdische Sonderlager, das sich in den Jahren 1938 und 1939 auf dem Appellplatz befand. Nach den Pogromen im November 1938 wurden 10.000 Juden von der SS nach Buchenwald gebracht und in Holzbaracken im westlichen Teil des Appellplatzes untergebracht, wo sie misshandelt wurden.
Von November 1944 bis März 1945 wurden zahlreiche verurteilte Kriegsdienstverweigerer und Deserteure der Wehrmacht in das Konzentrationslager überführt. Am ehemaligen Block 45 erinnert der Gedenkstein an die Kriegsdienstverweigerer und Deserteure der Wehrmacht an diese Menschen.
2002 entstand ebenfalls am ehemaligen Block 45 der Gedenkstein zur Erinnerung an die inhaftierten Zeugen Jehovas, die im Konzentrationslager Buchenwald Opfer wurden. Ebenfalls am ehemaligen Block 45 erinnert der Gedenkstein für die „Rosa-Winkel-Häftlinge“ an die 650 inhaftierten „Rosa-Winkel-Häftlinge“, von denen jeder dritte ums Leben kam.

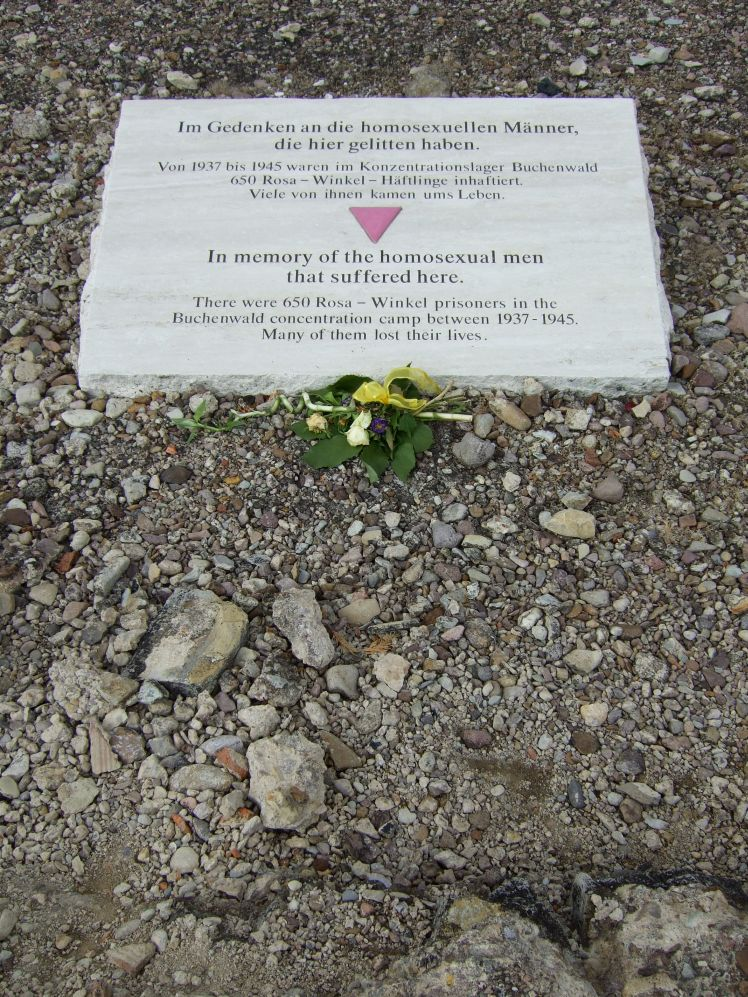
Buchenwald Gedenkstein für die homosexuellen Opfer (Enthüllt 3. September 2006)

Mit dem Gedenkstein zur Erinnerung an Frauen und Mädchen am ehemaligen Block 5 soll an die über 26.000 Frauen und Mädchen erinnert werden, die für die deutsche Rüstungsindustrie in den Außenlagern arbeiten mussten. Der Gedenkstein wurde 2003 eingeweiht und enthält einen Text der polnischen Schriftstellerin Danuta Brzosko-Mędryk. Das Rudolf-Breitscheid-Denkmal erinnert an den SPD-Politiker Rudolf Breitscheid. Breitscheid war im Sonderlager Fichtenhain interniert und starb bei einem Luftangriff der Alliierten im August 1944.

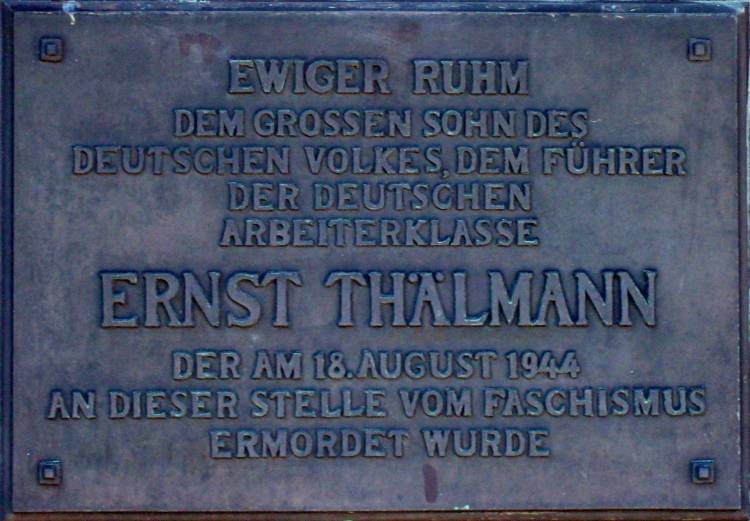
Gedenktafel für Ernst Thälmann am Krematorium

Die Gedenktafel an die Ermordung Ernst Thälmanns befindet sich an dem ehemaligen Krematorium des Lagers, angebracht an der Außenwand, die zum Hof des Gebäudes zeigt. An dieser Stelle wurde Thälmann von SS-Männern erschossen. Die Tafel wurde zu Zeiten der DDR im Jahr 1953 als erste Gedenktafel im Lagerbereich angebracht.
Im Jahre 1999 wurde im Kulturstadtjahr die Zeitschneise zwischen dem Konzentrationslager und dem Schloss Ettersburg angelegt als Symbol des kurzen Weges zwischen kulturellem Höhenflug und finsterster Barbarei.

### Buchenwaldlied
Zur Unterhaltung der SS war es in den Konzentrationslagern üblich, dass Häftlinge volkstümliche Lieder oder Marschlieder singen mussten. In Buchenwald wurde bei der SS das Lied „Steht ein Dörflein mitten im Walde“ nach dem Gedicht „So einer war auch er“ von Arno Holz beliebt und war Bestandteil des täglichen Appellablaufes.
Der „Schutzhaftlager“-Führer Arthur Rödl forderte Ende 1938 Häftlinge auf, für das Lager in Buchenwald ein Lied zu schreiben. In kürzester Zeit schrieben und komponierten die österreichischen Häftlinge Fritz Löhner-Beda und Hermann Leopoldi das Buchenwaldlied. Es bestand aus drei Strophen. Zufrieden mit dem Ergebnis ließ Rödl das Lied mit Nachdruck einüben. Es wurde Standard beim Appell und anderen Gelegenheiten. So wurde es auch als Marschlied gespielt, wenn die Arbeitskolonnen ein- und auszogen. Weil der Massengesang nicht immer sofort funktionierte, bekam Rödl regelmäßig Wutanfälle und exerzierte Massen- oder Einzelbestrafungen. Die Häftlinge organisierten es deshalb so, dass die in der Nähe von Rödl stehenden Blocks mit doppelter Stärke sangen und die weiter entfernten Häftlinge nur die Lippen bewegten.
Heute ist das Buchenwaldlied fester Bestandteil von Gedenkfeiern zur Befreiung.

### Pflanzungen
Entlang der Route des Todesmarsches von Buchenwald nach Flossenbürg werden im Rahmen des Projekts 1000 Buchen seit 1999 von Menschen mit und ohne Behinderung Bäume gepflanzt. Einige befinden sich im Landschaftspark Nohra.

## Personen

### Häftlinge
Schätzungsweise 250.000 Häftlinge waren in Buchenwald inhaftiert, darunter auch viele öffentlich bekannte Personen wie Politiker, Schriftsteller oder Geistliche. Des Weiteren wurden alliierte Soldaten nach ihrer Gefangennahme im Konzentrationslager interniert. Unter diesen waren auch 26 Soldaten der kanadischen Luftwaffe und 142 britische, amerikanische, australische und neuseeländische Luftwaffenpiloten, die an den Fronten abgeschossen worden waren. Sie nahmen Kontakt mit dem französischen Widerstand auf und verkleideten sich als Zivilisten, wurden aber aus den Reihen der Widerstandskämpfer verraten und nach Buchenwald transportiert. Indem sie dort als Spione behandelt wurden, konnten die Genfer Konventionen umgangen werden.

### Lagerkommandanten
Der erste Lagerkommandant war von Juli 1937 bis November 1941 SS-Standartenführer Karl Otto Koch. Er wurde wegen Unterschlagungen im großen Stile und wegen Schwarzmarkthandel zuerst nach Lublin versetzt, wo er die Errichtung des KZ Majdanek leitete. Dann wurde er jedoch von Heinrich Himmler fallen gelassen und exemplarisch für alle anderen korrupten KZ-Kommandanten wegen Mordes an drei Häftlingen und Korruption angeklagt. Er wurde zum Tode verurteilt und am 5. April 1945 im KZ Buchenwald hingerichtet. Seine Ehefrau Ilse Koch, später auch als „Hexe von Buchenwald“ bezeichnet, war von den Häftlingen als Sadistin gefürchtet. Nach dem Krieg wurde sie im Buchenwald-Hauptprozess angeklagt und zu lebenslänglicher Haft verurteilt.
Kochs Nachfolger wurde SS-Oberführer Hermann Pister. Er leitete das Lager von Dezember 1941 bis zum April 1945 und baute es zu einem funktionierenden KZ-Wirtschaftsbetrieb um. Unter seiner Kommandantur erfolgte die Errichtung einer Waffenfabrik der Wilhelm-Gustloff-Stiftung beim Konzentrationslager. Nach dem Kriegsende wurde er verhaftet und von einem US-Militärgericht im Buchenwald-Hauptprozess zum Tode verurteilt. Er starb Ende September 1948 in der Justizvollzugsanstalt Landsberg am Lech an einer Herzmuskellähmung.

### Zahlen
Im Konzentrationslager Buchenwald starben schätzungsweise 56.000 Menschen, darunter etwa 15.000 Sowjetbürger, 7.000 Polen, 6.000 Ungarn, 3.000 Franzosen und weitere 5.000 Menschen aus 26 Nationen. Unter den Todesopfern waren etwa 11.800 Juden sowie eine hohe Zahl politisch Verfolgter (vor allem Kommunisten und Sozialdemokraten), religiös Verfolgte wie etwa Zeugen Jehovas sowie Homosexuelle und Roma. Bislang konnten insgesamt 36.000 der Opfer namentlich zugeordnet werden.
Für die registrierten männlichen Inhaftierten sind offizielle Zahlen verfügbar
| Jahr    | registrierte Tote des KZ Buchenwald (Männer) | registrierte Tote des KZ Buchenwald (Männer) | registrierte Tote des KZ Buchenwald (Männer) | registrierte Tote des KZ Buchenwald (Männer) | registrierte Tote des KZ Buchenwald (Männer) |
| Jahr    | eingewiesen                                  | gestorben                                    | entlassen / „überstellt“                     | Lagerstärke Durchschnitt                     | Lagerstärke Jahresende                       |
| 1937    | 2.912                                        | 48                                           | 303                                          | 2.200                                        | 2.561                                        |
| 1938    | 20.122                                       | 771                                          | 10.884                                       | 7.420                                        | 11.028                                       |
| 1939    | 9.553                                        | 1.235                                        | 7.539                                        | 8.390                                        | 11.807                                       |
| 1940    | 2.525                                        | 1.772                                        | 5.120                                        | 8.290                                        | 7.440                                        |
| 1941    | 5.890                                        | 1.522                                        | 3.897                                        | 7.730                                        | 7.911                                        |
| 1942    | 14.111                                       | 2.898                                        | 9.607                                        | 8.784                                        | 9.517                                        |
| 1943    | 42.177                                       | 3.516                                        | 10.859                                       | 20.414                                       | 37.319                                       |
| 1944    | 97.867                                       | 8.644                                        | 63.494                                       | 58.334                                       | 63.048                                       |
| 31.3.45 | 43.823                                       | 13.056                                       | 13.379                                       | 82.322                                       | 80.436                                       |
| Gesamt  | 238.980                                      | 33.462                                       |                                              |                                              |                                              |

In 28 Frauenaußenlagern waren ungefähr 27.000 Frauen inhaftiert, von denen 335 ums Leben kamen. Etwa 8.000 in Buchenwald nicht registrierte sowjetische Kriegsgefangene wurden dort erschossen und 1.100 Menschen im Krematorium erhängt. Hinzu kommt eine große Zahl von Toten bei den Evakuierungsmärschen.

## Steinbruch
Im zugehörigen Steinbruch, in dem zahlreiche Häftlinge zu Tode kamen, wurde Kalkstein abgebaut, der sich bald als nicht dauerhaft geeignet für Bauzwecke erwies. Nach einer Skizze, deren Ursprung bis heute (Stand: Oktober 2019) ungeklärt ist, sollen dort acht Stollengänge angelegt worden sein. Zwei davon fand nach Hinweisen von Häftlingen die US-Army, öffnete sie und brachte die dort gefundenen Wertgegenstände zum US-Headquarters nach Frankfurt am Main. Nach der Übergabe Thüringens an die Rote Armee aufgrund der Festlegungen zur Aufteilung Deutschlands informierte der zuständige US-Offizier seinen Ansprechpartner auf sowjetischer Seite per Brief über die Erkenntnisse zum Steinbruch. Ob und in welchem Umfang die sowjetische Seite diese Informationen für eigene Erkundungen nutzte, ist bis heute (Stand: Oktober 2019) unklar. Anfang Oktober 2019 wurden bei aufgrund der MDR-Recherchen veranlassten umfangreichen Boden-Untersuchungen im Steinbruch vier Eingänge zu drei kleineren Hohlräumen gefunden, die jedoch leer waren. Da die Stollen baulich instabil waren und kaum neue Erkenntnisse über die Geschichte des Steinbruchs lieferten, wurden die Eingänge wieder verschlossen. Die restlichen vier Stollen blieben ungeöffnet. Anfang Februar 2021 hat der MDR eine Dokumentation über die Untersuchungen veröffentlicht.

## Medien

### Digitales Totenbuch
Am 9. April 2010 wurde das digitale Totenbuch KZ Buchenwald mit über 38.000 Namen online veröffentlicht. Das Totenbuch ist den Opfern des Konzentrationslagers Buchenwald und ihren Angehörigen gewidmet. Es trägt den Titel Die Toten 1937–1945 Konzentrationslager Buchenwald. Es enthält auch eine Statistik über die offiziell registrierten Toten und geschätzte Zahlen weiterer namentlich unbekannter Opfer und über die „Lagerstärke“ in diesen Jahren.

### CD-ROM
Willy Schmidt, Christoph Leclaire, Andrea Meschede, Ulrich Schneider: Buchenwald – Ein Konzentrationslager. Hrsg. von der Lagergemeinschaft Buchenwald-Dora, Pahl-Rugenstein, Bonn 2002, ISBN 3-89144-335-8. (Print: siehe Literatur „Lagergemeinschaft“)

### Filme

#### Spielfilme
- Nackt unter Wölfen. 1963
- Überleben im Terror. Ernst Federns Geschichte. Ein Film von Wilhelm Rösing und Marita Barthel-Rösing; 1995
- Thomas Geve. Nichts als das Leben. Ein Film von Wilhelm Rösing mit Thomas Geve und Josua Rösing; 1997
- Nackt unter Wölfen. 2015

#### Dokumentarfilme
- Und jeder hatte einen Namen. Dokumentarfilm; 1974
- O Buchenwald. Dokumentarfilm von Ulrich Teschner; 1984
- KZ Buchenwald/Post Weimar. Dokumentarfilm von Margit Eschenbach. Eine Produktion von Chronos-Film im Auftrag der Stiftung Gedenkstätten Buchenwald und Mittelbau-Dora; 1999
- Briefe aus der Deportation. Dokumentarfilm von Pierre Dietz; 2012
- Buchenwald – Heldenmythos und Lagerwirklichkeit. Reportage 2015. Von André Meier. Redaktion: Katja Wildermuth (MDR). Produktion: Simone Baumann, Saxonia Entertainment. (Rolle der Kapos, Bilder von der Befreiung.)[72]

### Erfahrungsberichte
nach Autoren alphabetisch geordnet 
- Jean Améry: Jenseits von Schuld und Sühne. Bewältigungsversuche eines Überwältigten. Klett-Cotta, Stuttgart 2000, ISBN 3-608-93416-2.
- Robert Antelme: Das Menschengeschlecht. Aus dem Französischen von Eugen Helmlé. Carl Hanser, Wien u. München 1987, ISBN 3-446-14873-6; mehrere Ausgaben (dtv, Fischer), zuletzt: Diaphanes Verlag, Zürich 2016, ISBN 978-3-03734-632-7
- Karl Barthel: Die Welt ohne Erbarmen. Bilder und Skizzen aus dem K.Z.. Mit Holzschnitten von Hans Schneider. Greifenverlag, Rudolstadt 1946.
- Karl Barthel: Rot färbt sich der Morgen. Erinnerungen. Greifenverlag, Rudolstadt 1958.
- Bruno Bettelheim: Erziehung zum Leben. Gespräch mit Ingo Hermann in der Reihe „Zeugen des Jahrhunderts“. Lamuv, Göttingen 2003, ISBN 3-88977-343-5.
- Emil Carlebach: Tote auf Urlaub. Kommunist in Deutschland. Dachau und Buchenwald 1939 bis 1945. Pahl-Rugenstein, Bonn 2000, ISBN 3-89144-199-1.
- Emil Carlebach, Willy Schmidt, Ulrich Schneider: Buchenwald. Ein Konzentrationslager. Berichte – Bilder – Dokumente. Pahl-Rugenstein, Bonn 2000, ISBN 3-89144-271-8. Auch als CD-ROM: Lagergemeinschaft Buchenwald-Dora (Hrsg.): Buchenwald. Ein KZ. Bonn 2002, ISBN 3-89144-335-8.
- Pierre Dietz: Lettres d’un ouvrier déporté. ISBN 978-2-84706-585-5.
  - dt.: Briefe aus der Deportation. Französischer Widerstand und der Weg nach Auschwitz. Edition AV, Lich 2010, ISBN 978-3-86841-042-6.
- Ernst Federn, Roland Kaufhold (Hrsg.): Versuche zur Psychologie des Terrors. Material zum Leben und Werk von Ernst Federn. Psychosozial-Verlag, Gießen 1998, ISBN 3-932133-47-1.
- Ernst Haberland: Der Pelerinenmann. Die Selbstbefreiung der Buchenwalder Häftlinge, erzählt von ihrem Organisator. Ahriman, Freiburg 2023, ISBN 978-3-89484-557-5.
- Peter Hochmuth, Gerhard Hoffmann: Buchenwald, ich kann dich nicht vergessen. Lebensbilder. Texte der Rosa-Luxemburg-Stiftung, Band 35. Dietz, Berlin 2007, ISBN 3-320-02100-1.
- Max Hollweg: Es ist unmöglich von dem zu schweigen, was ich erlebt habe. Zivilcourage im Dritten Reich. Mindt, Bielefeld 20003, ISBN 3-00-002694-0.
- Bruno Heilig: Men Crucified. Eyre & Spottiswood, London 1941.
  - dt.: Menschen am Kreuz. Dachau – Buchenwald. Bibliothek der Provinz, Weitra 1989, ISBN 3-85252-454-7.
- Gisela Karau: Der gute Stern des Janusz K. Eine Jugend in Buchenwald. Pahl-Rugenstein, Bonn 2003, ISBN 3-89144-346-3.
- Felicja Karay: Wir lebten zwischen Granaten und Gedichten. Das Frauenlager der Rüstungsfabrik HASAG im Dritten Reich. Jerusalem 1997 und Köln 2001.[73]
- Benedikt Kautsky: Teufel und Verdammte. Erfahrungen und Erkenntnisse aus sieben Jahren in deutschen Konzentrationslagern. Verlag der Wiener Volksbuchhandlung, Wien 1961.
- Imre Kertész: Der Spurensucher. Erzählung. Suhrkamp, Frankfurt am Main 2002, ISBN 3-518-22357-7.
- Eugen Kogon: Der SS-Staat. Das System der deutschen Konzentrationslager. Verlag Karl Alber, München 1946; 44. Auflage: Heyne Verlag, München 2006, ISBN 978-3-453-02978-1.
- Wladyslaw Kozdon: … ich kann dich nicht vergessen. Erinnerungen an Buchenwald. Herausgegeben von Rohnstock Biografien, Wallstein, Göttingen 2007, ISBN 978-3-8353-0210-5.
- Rolf Kralovitz: ZehnNullNeunzig in Buchenwald. Ein jüdischer Häftling erzählt. Walter-Meckauer-Kreis, Köln 1996, ISBN 3-923622-10-4.
- Paul Le Goupil: Resistance und Todesmarsch. ISBN 978-3-86841-137-9.
- Max Liebster: Hoffnungsstrahl im Nazisturm. Geschichte eines Holocaustüberlebenden. Esch-sur-Alzette 2003, ISBN 2-87953-990-0.
- Marcel Lorin: Schönebeck un kommando de Buchenwald. Du sabotage des avions nazis à l’épouvante d’une marche de la mort. Amicale des anciens déportés de Schönebeck, 1989.
- Jacques Lusseyran: Das wiedergefundene Licht. Klett-Cotta, Stuttgart 2001, ISBN 3-608-93556-8.
- MachWerk (Hrsg.): Der Kampf des Menschen gegen die Macht ist der Kampf der Erinnerung gegen das Vergessen. Leseheft. Frankfurt am Main 1995.
- Henri Pieck: Zeichnungen aus Buchenwald. Röderberg, Frankfurt am Main 1982 (?), ISBN 3-87682-767-1.
- Josef Plojhar: Buchenwald mahnt. Union, Berlin 1975.
- Jorge Semprún: Was für ein schöner Sonntag! Süddeutsche Zeitung, München 2004, ISBN 3-937793-16-X.
- Jorge Semprun: Schreiben oder Leben. Suhrkamp, Frankfurt am Main 1997, ISBN 3-518-39227-1.
- Jorge Semprun: Der Tote mit meinem Namen. Suhrkamp, Frankfurt am Main 2003, ISBN 3-518-45549-4.
- Jorge Semprun, Elie Wiesel: Schweigen ist unmöglich. Suhrkamp, Frankfurt am Main 1997, ISBN 3-518-12012-3.
- Ernst Wiechert: Der Totenwald. Ein Bericht. Tagebuchnotizen und Briefe. Union, Berlin 1977 (häufige Aufl., zuletzt Suhrkamp, 2008, ISBN 978-3-518-22425-0).
- Elie Wiesel: Die Nacht zu begraben, Elischa. LangenMüller, München 2005, ISBN 3-7844-3024-4.
- Naftali Fürst: Wie Kohlestücke in den Flammen des Schreckens. Neukirchener 2008, ISBN 978-3-7615-6704-3

### Sekundärliteratur
nach Autoren alphabetisch geordnet 

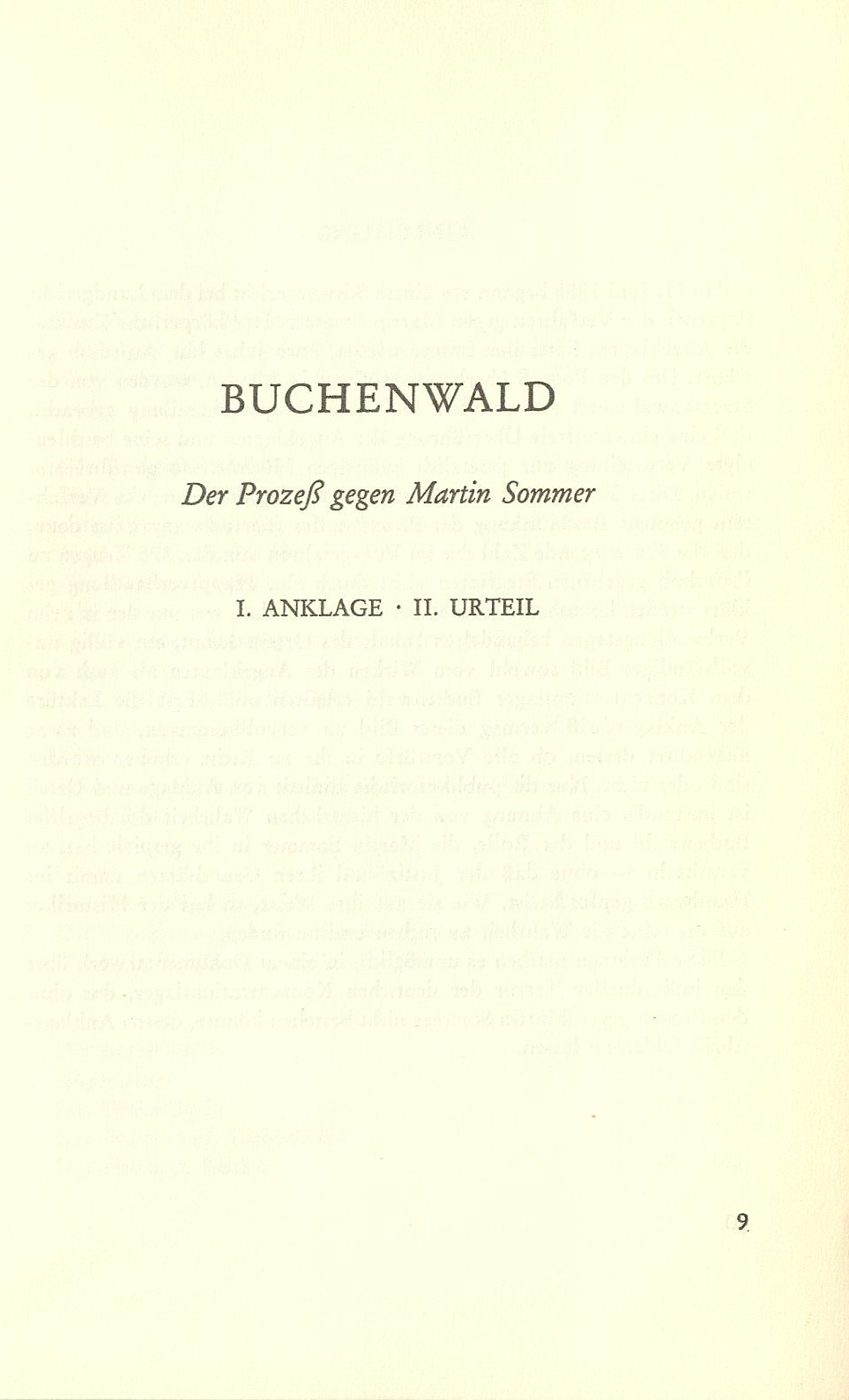
Dokumentation (1962) des Prozesses gegen Martin Sommer

- Wolfgang Benz, Barbara Distel (Hrsg.): Der Ort des Terrors. Geschichte der nationalsozialistischen Konzentrationslager. Band 3: Sachsenhausen, Buchenwald. C. H. Beck, München 2006, ISBN 3-406-52963-1.
- Gitta Günther, Gerhard Hoffmann: Konzentrationslager Buchenwald 1937 bis 1945. Kleines Lexikon. Rhinoverlag, Ilmenau 2016, ISBN 978-3-95560-897-2.
- David A. Hackett (Hrsg.): Der Buchenwald-Report. Bericht über das Konzentrationslager Buchenwald bei Weimar. C. H. Beck, München 2002, ISBN 3-406-47598-1.
- Lutz Niethammer (Hg.): Der „gesäuberte“ Antifaschismus. Die SED und die roten Kapos von Buchenwald. Berlin 1994.
- Ulrich Peters: Wer die Hoffnung verliert, hat alles verloren. Kommunistischer Widerstand in Buchenwald. PapyRossa-Verlag, Köln 2003, ISBN 3-89438-274-0.
- Harry Stein: Konzentrationslager Buchenwald 1937–1945. Begleitband zur ständigen historischen Ausstellung. Herausgegeben von der Gedenkstätte Buchenwald. Wallstein, Göttingen 1999, ISBN 3-89244-222-3.
- Thüringer Institut für Lehrerfortbildung, Lehrplanentwicklung und Medien (ThILLM) (Hrsg.): Sehen, Verstehen und Verarbeiten. KZ Buchenwald 1937–1945. KZ Mittelbau-Dora 1943–1945. Materialien für die Vorbereitung von Besuchen in den Gedenkstätten. In: ThILLM, Heft 43. ThILLM, Bad Berka 2000, ISSN 0944-8691.
- Jens Schley: Nachbar Buchenwald. Die Stadt Weimar und ihr Konzentrationslager 1937–1945. Böhlau, Köln/Weimar/Wien 1999, ISBN 3-412-15298-6.
- Ulrich Schneider (Historiker): Buchenwald – Ein Konzentrationslager. PapyRossa Verlag, Köln 2025, ISBN 978-3-89438-845-4.
- Nationale Mahn- und Gedenkstätte Buchenwald (Hrsg.): Konzentrationslager Buchenwald Post Weimar/Thür. Katalog zu der Ausstellung aus der DDR im Martin-Gropius-Bau Berlin (West) 1990.